# Német márka (1871–1919)

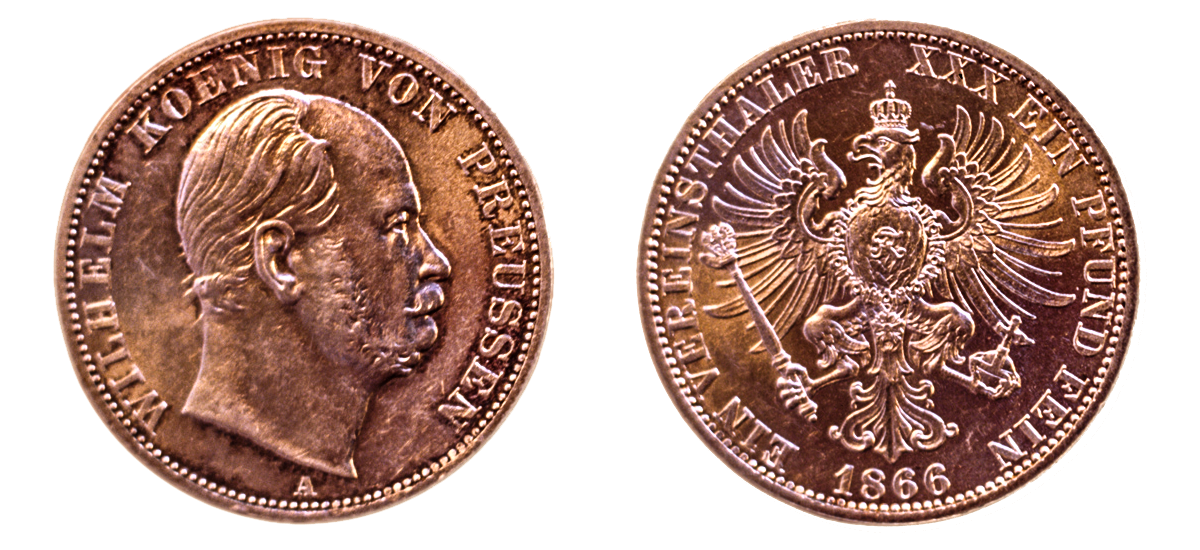
Porosz egyleti tallér (Vereinstaler) I. Vilmos porosz király, később 1871-től német császár és a Porosz Királyság címerének ábrázolásával. A márkát 1871-ben 1 Vereinstaler = 3 márka árfolyamon vezették be. A különféle német egyleti tallérok egyedüli érmeként, 3 márka névértékben a márka bevezetése után is forgalomban maradtak.

A márka (németül Mark, jele: ℳ, vagy Mk)  a Német Császárság pénzneme 1871 és 1919 között. 1871 és 1914 között mint Reichsgoldwährung (birodalmi aranyvaluta) klasszikus aranystandardú fizetőeszköznek számított, ezért retronim kifejezéssel aranymárkának (Goldmark) is nevezik, 1914-et, az első világháború kitörését követően, noha valutareform nem történt, az aranystandard megszűnése miatt már nem beszélhetünk aranymárkáról. 1871-ben 1 egyleti tallér (Vereinstaler) = 3 márka árfolyamon került bevezetésre. 1919-ben a hiperinflációs papírmárka (Papiermark) váltotta fel.  A jegybank szerepét a Reichsbank (Birodalmi Bank) töltötte be ugyanakkor a német állam is bocsátott ki papírpénzeket a Reichsschuldenverwaltung hivatalán keresztül (Reichskassenschein, Darlehenskassenschein), valamint összesen harminckét kereskedelmi banknak (például Badische Bank, Bayerische Notenbank, Sächsische Bank zu Dresden, Württembergische Notenbank) is volt exkluzív, papírpénz kibocsátási joga.

## A német aranystandard
A német márka aranystandardú valuta volt, a Reichsbank bankjegy kibocsátása egyharmad részben kötelezően arannyal kellett legyen fedezve, ez volt a valuta stabilitását biztosító Goldanker (aranyhorgony), továbbá a Reichsbank bankjegyei korlátlanul aranyérmékre, 5, 10 és 20 márkásokra voltak válthatóak a pénzintézetnél.

## Nemzetközi jelentősége
Stabilitása és értékállósága ellenére a márkának sosem sikerült akkora nemzetközi jelentőségre szert tennie, mint majd a német márkának a II. világháborút követően. Nagy-Britannia a Brit Birodalom révén uralta a globális kereskedelmet, London pedig a világ első számú pénzügyi központjának számított, így a font sterling nemzetközi uralkodó pozíciója megingathatatlan volt a korszakban. A márka a Németországénál jóval gyengébb gazdasággal bíró Franciaország valutájához, a frankhoz képest is alárendelt szerepet játszott, mert a Latin Monetáris Unió létrehozásával biztosítva lett a frank második helye a valuták nemzetközi jelentőségének rangsorában a font sterling után.

### Átváltási árfolyam
A márka a korszak többi európai aranystandardú pénzéhez hasonlóan igen stabil valuta volt. Középárfolyama 1913-ban így alakult:
| Valuta | Árfolyam német márkában (1913) |
| --- | ------------------------------ |
| 1 brit font sterling | 20,43 márka                    |
| 1 osztrák-magyar korona                                                                                                  | 0,85 márka                     |
| 1 orosz rubel | 3,24 márka                     |
| 1 amerikai dollár | 4,19 márka                     |
| 1 skandináv valutauniós (svéd, dán, norvég) korona                                                                       | 1,125 márka                    |
| 1 holland gulden | 1,69 márka                     |
| 1 francia frank, belga frank, svájci frank, spanyol peseta, görög drachma, román lej, bolgár leva (Latin Monetáris Unió) | 0,81 márka                     |
| 1 török piaszter | 5,715 márka                    |

## Érmék
Érmékből 1, 2, 5, 10, 20, 25, 50 pfenniges, valamint 1, 2, 3, 5, 10 és 20 márkás címlet létezett. Az érmék hátoldalán egységesen a birodalmi címer szerepelt, ennek két változatát használták, 1889-ig az első (kis sas - kleiner Adler), 1891-től pedig a második (nagy sas -  großer Adler) címerváltozatot. Az 1 és 2 pfennigest bronzból, az 5, 10, 20, 25 pfennigest nikkelből verték, továbbá a korai 20 pfennigest, valamint az 50 pfennig, 1/2 márka (először 50 pfennig, később 1/2 márka értékjelzéssel verték) 1, 2, 3, 5 márkás érméket ezüstből, aranyból 5, 10 és 20 márkást hoztak forgalomba. Az arany és az ezüstérmék egyaránt 900 ezrelék finomságúak voltak, azaz 90 % nemesfém tartalommal rendelkeztek. Az arany 5 márkást csak 1877-1878-ban verték. A Német Császárságban az 1, 2, 5, 10, 20, 25, 50 pfenniges, 1 márkás érmék közösek voltak, a 2, 3, 5, 10 és 20 márkásokat azonban az euróérmékhez hasonlóan közös hátoldallal, de német államokként eltérő előoldallal verték. Az egyes német monarchiákban az előoldalon az aktuális uralkodó képmása szerepelt, a városállamokban (Hamburg, Bréma, Lübeck) pedig a város címere. Rendszeresen ezüst 2, 3, 5 márkást és arany 5, 10 és 20 márkást csak a nagy államok, a Porosz Királyság, a Szász Királyság, a Bajor Királyság, a Württembergi Királyság és a Badeni Nagyhercegség vertek, a többi kisebb kibocsátó csak alkalmanként adott ki érméket.

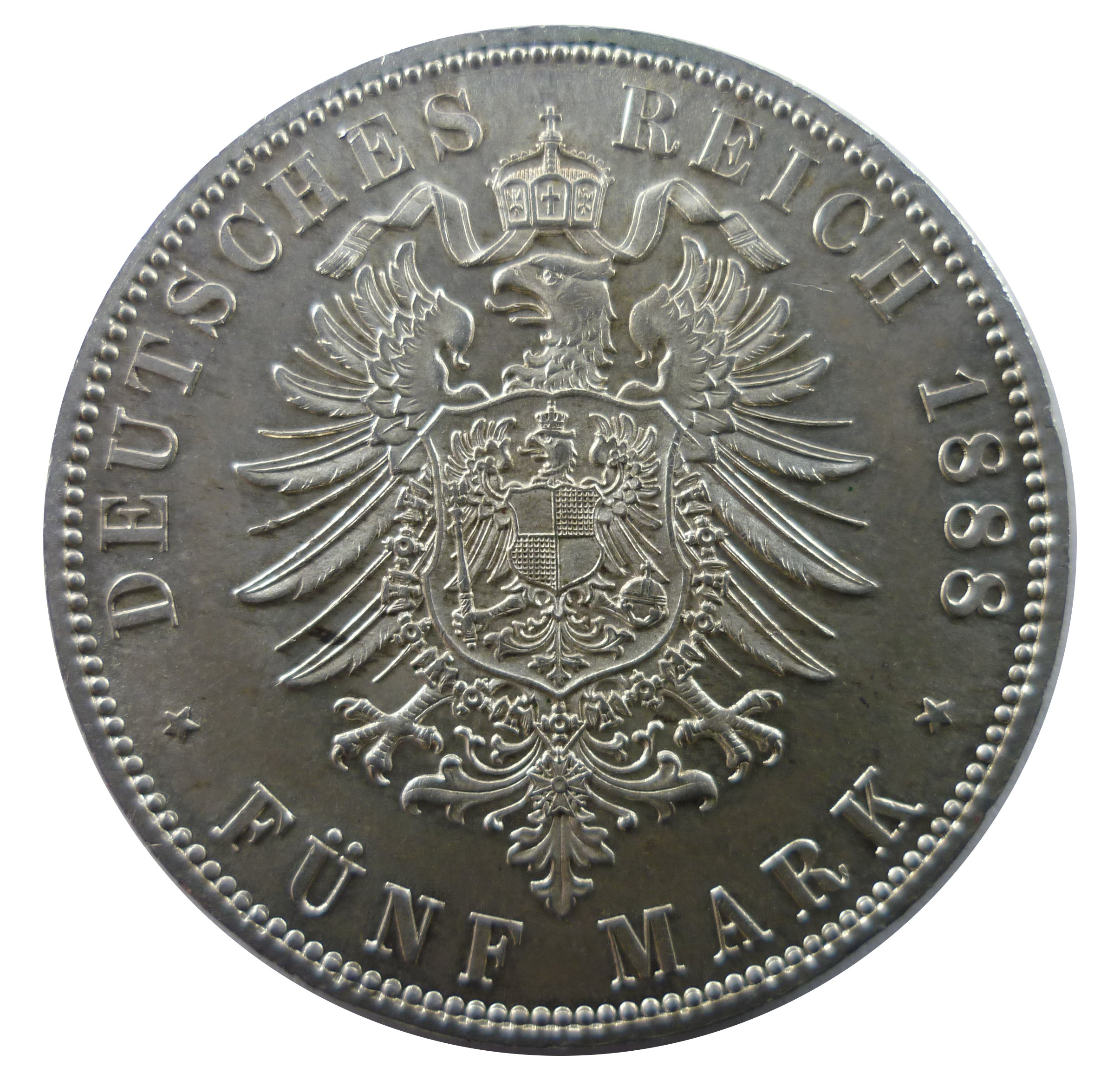
A  német érméken 1889-ig használt első birodalmi címerváltozat, a kis sas (kleiner Adler) egy 1888-as 5 márkás ezüstérmén.
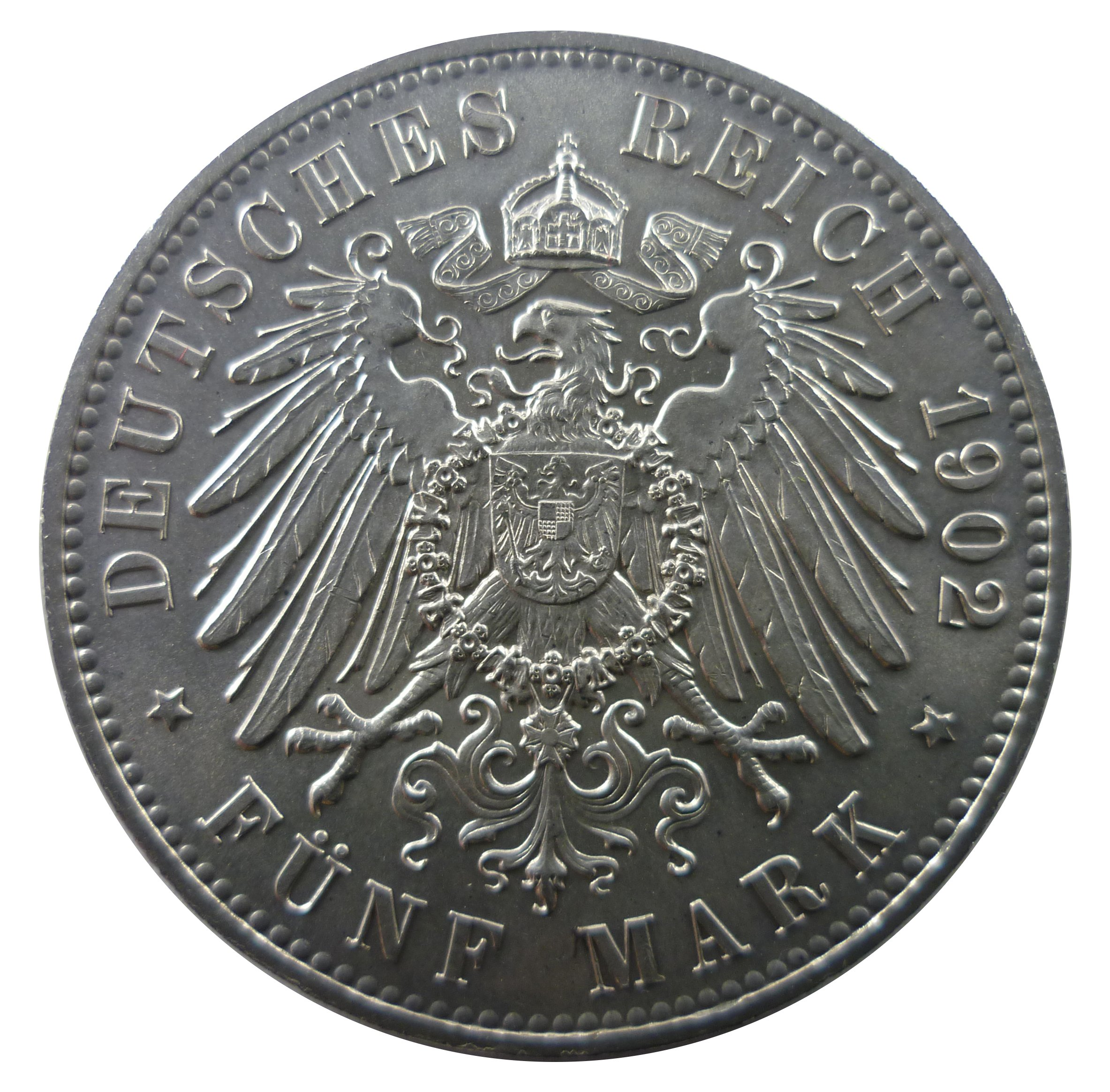
A  német érméken 1891-től használt második birodalmi címerváltozat, a nagy sas (großer Adler) egy 1902-es 5 márkás ezüstérmén.

### Bronz és nikkel váltópénzek
Az 1 és 2 pfenniges bronzból, míg a 10, a 20 és a 25 pfenniges nikkelből készült. A nikkel 20 pfennigessel az ezüst 20 pfennigest váltották le, majd később a 20 pfenniges címletet 25 pfennigesre cserélték le. Az I. világháború alatt, a színesfémhiány következtében alumíniumból, acélból és cinkből verték a váltópénzeket.

### Ezüstérmék
A márka érméi közül ezüstből 20 pfenniges, 50 pfenniges, 1/2 márkás, 1, 2, 3, és 5 márkás érméket vertek. Az ezüst 20 pfenniges verés 1878-ban megszűnt, a 3 márkás bevezetésére pedig csak 1908-tól került sor. 1905-től 50 pfenniges helyett vele egyenértékű 1/2 márkást vertek.

#### Egységes ezüstérmék
A 20 és 50 pfenniges és az 1 márkás dizájnja egységes volt. Előoldalán értékjelzéssel, hátoldalán a birodalmi címerrel..
| Névérték:  | Súly:   | Tiszta ezüsttartalom (színezüst) | Átmérő: |
| ---------- | ------- | -------------------------------- | ------- |
| 20 pfennig | 1,111 g | 1 g                              | 16 mm   |
| 50 pfennig | 2,778 g | 2,5 g                            | 20 mm   |
| 1/2 márka  | 2,778 g | 2,5 g                            | 20 mm   |
| 1 márka    | 5,556 g | 5 g                              | 24 mm   |

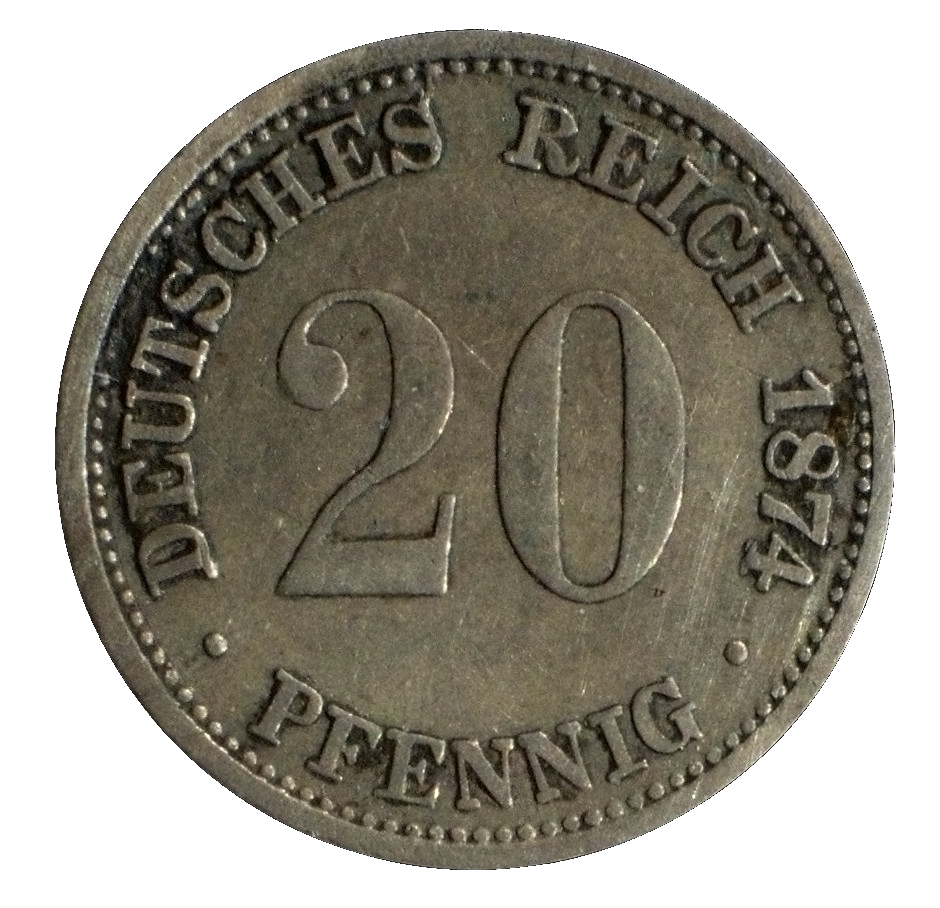
20 pfenniges ezüstérme előoldala.
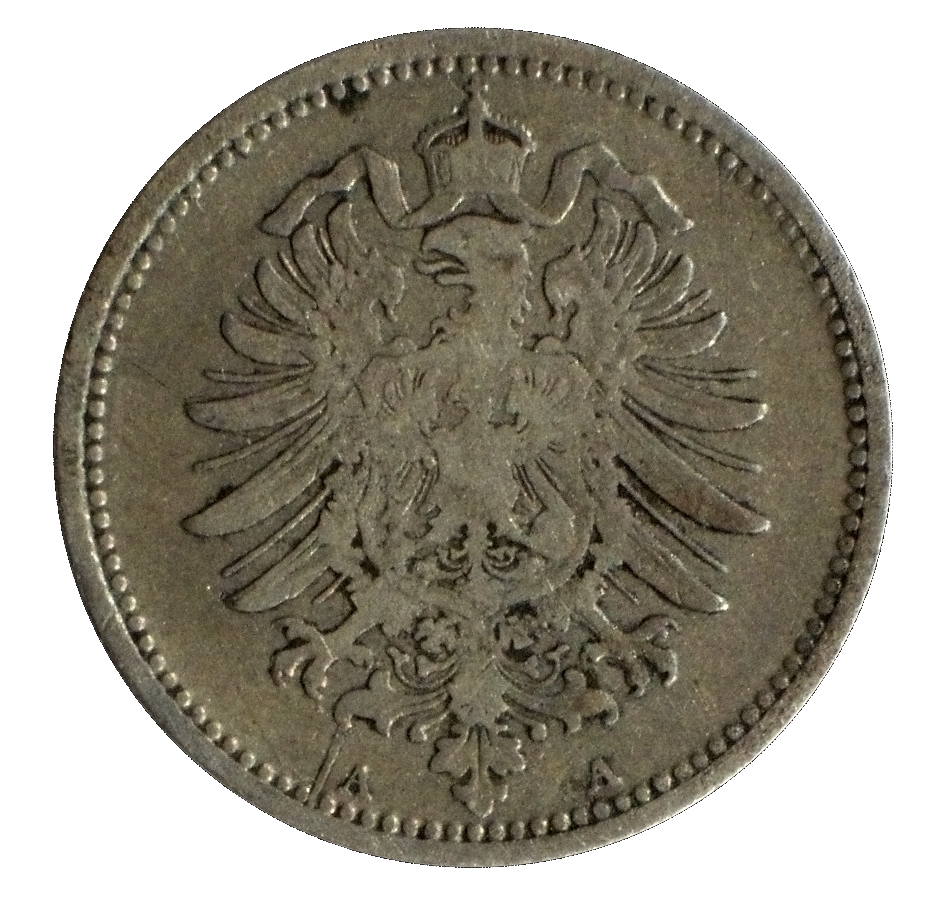
20 pfenniges ezüstérme hátoldala.
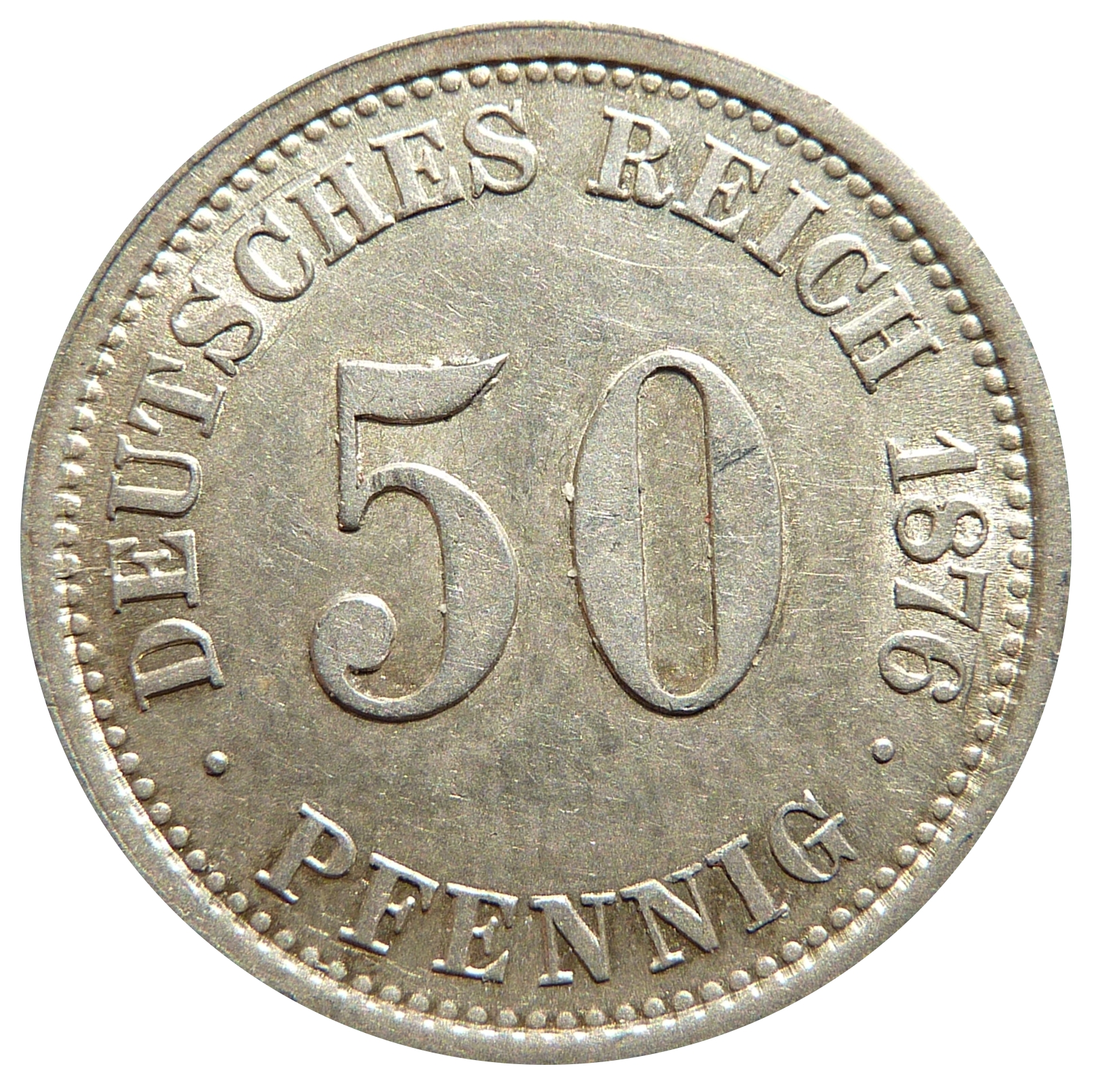
50 pfenniges ezüstérme előoldala.
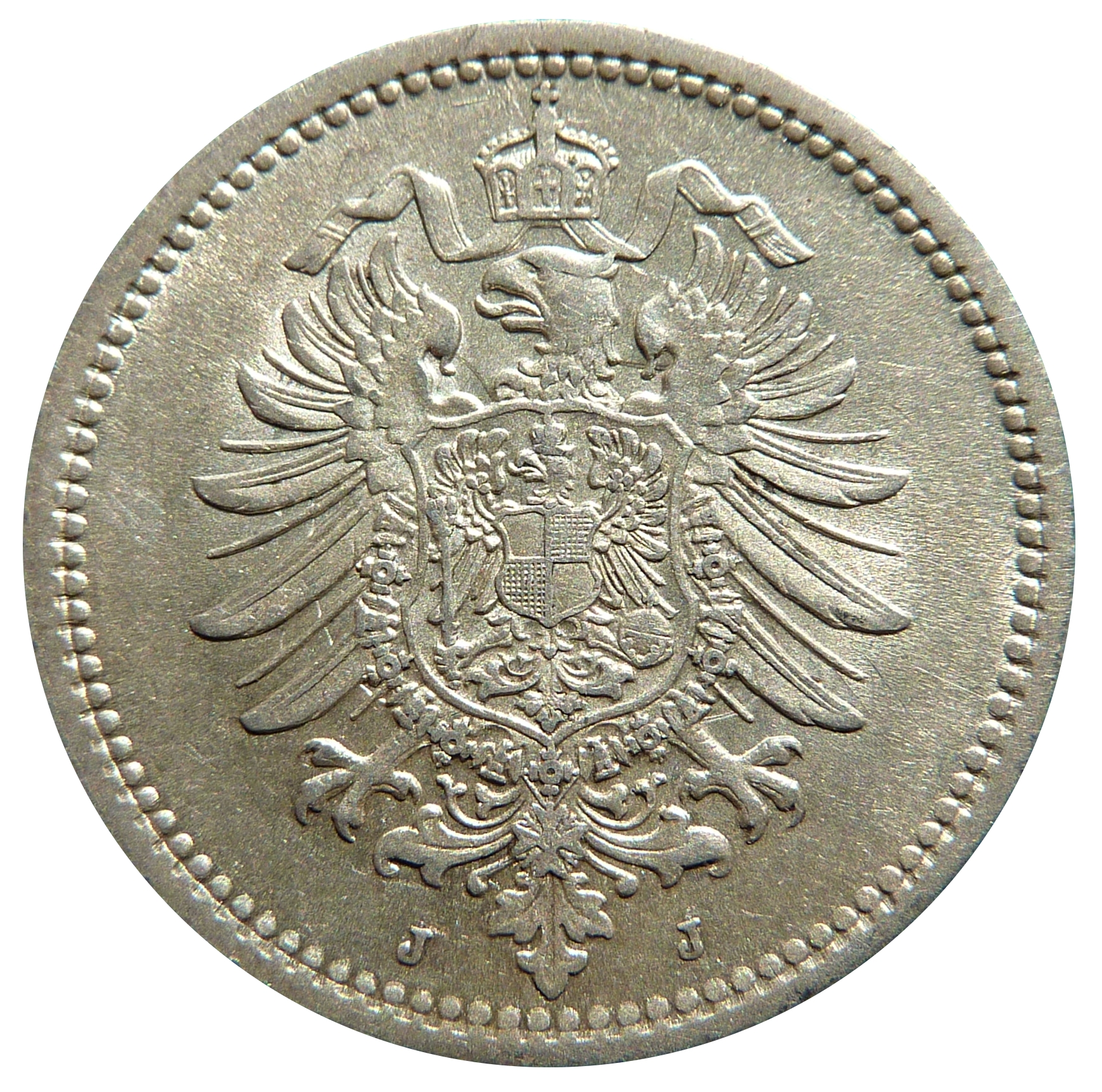
50 pfenniges ezüstérme hátoldala, a címer első változatával.
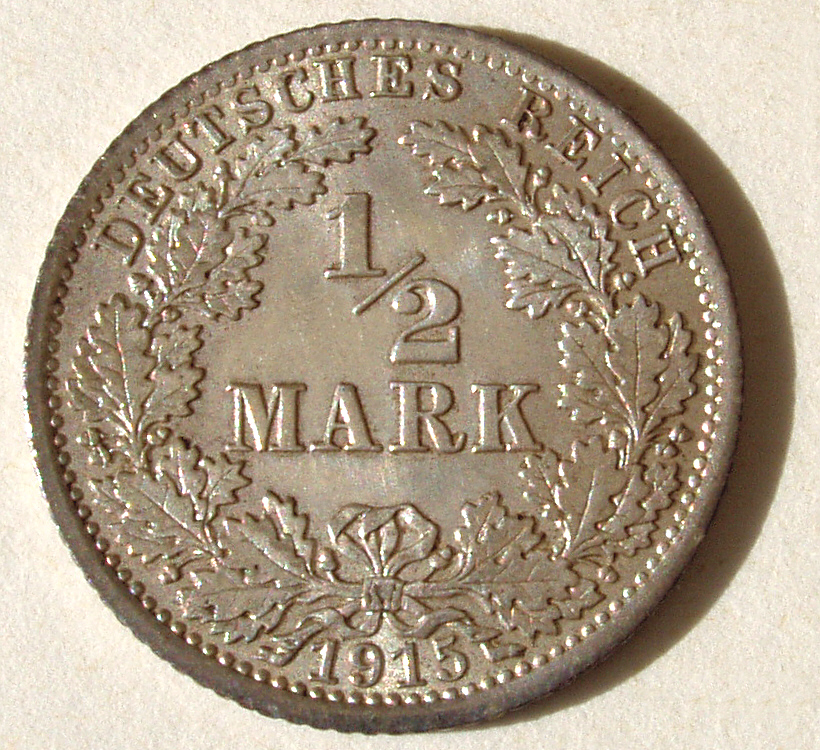
1/2 márkás ezüstérme előoldala, az 50 pfenniges helyett 1905-ben vezették be.
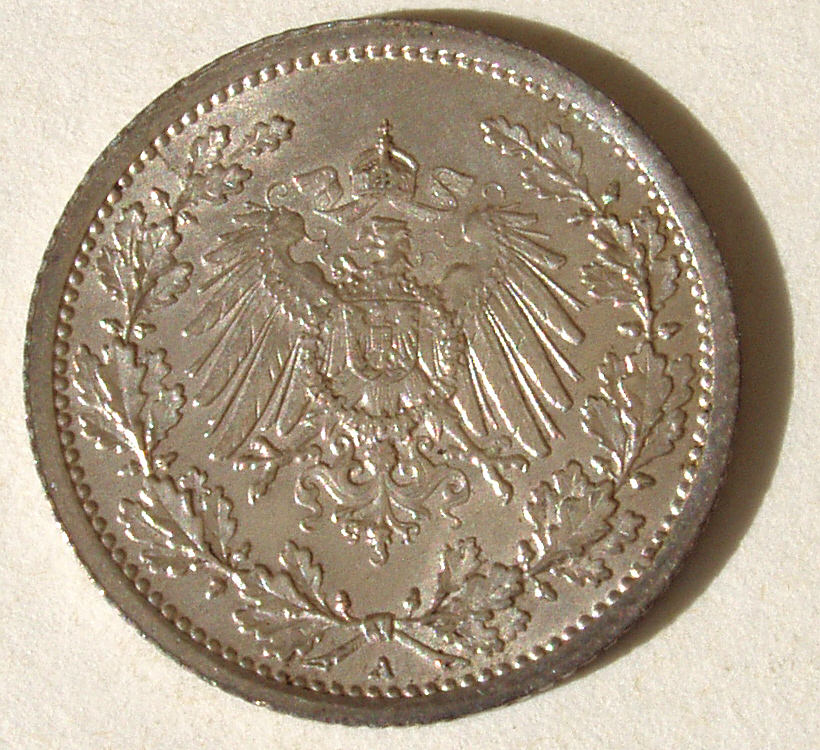
1/2 márkás ezüstérme hátoldala.
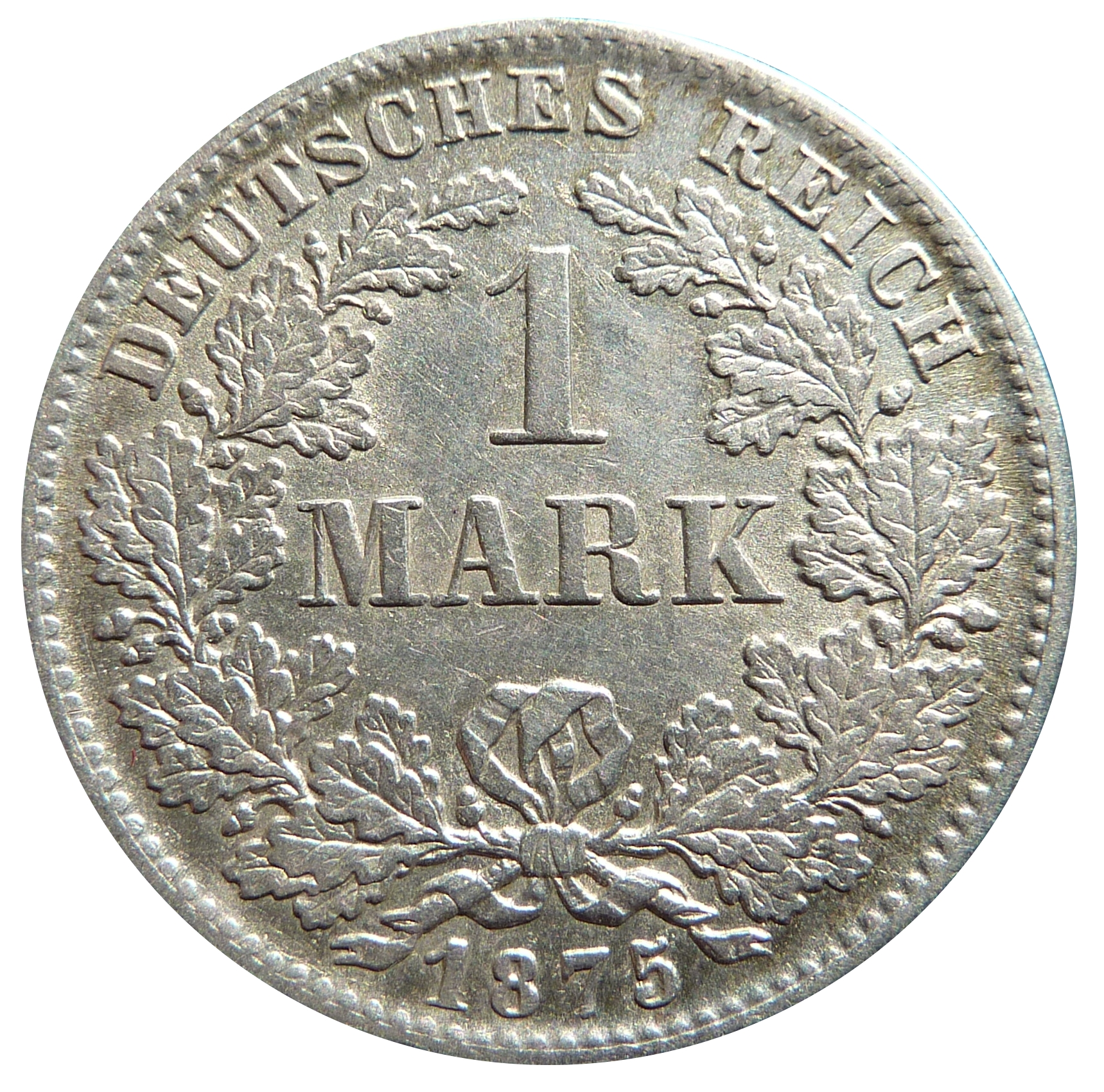
1 márkás  érme előoldala.
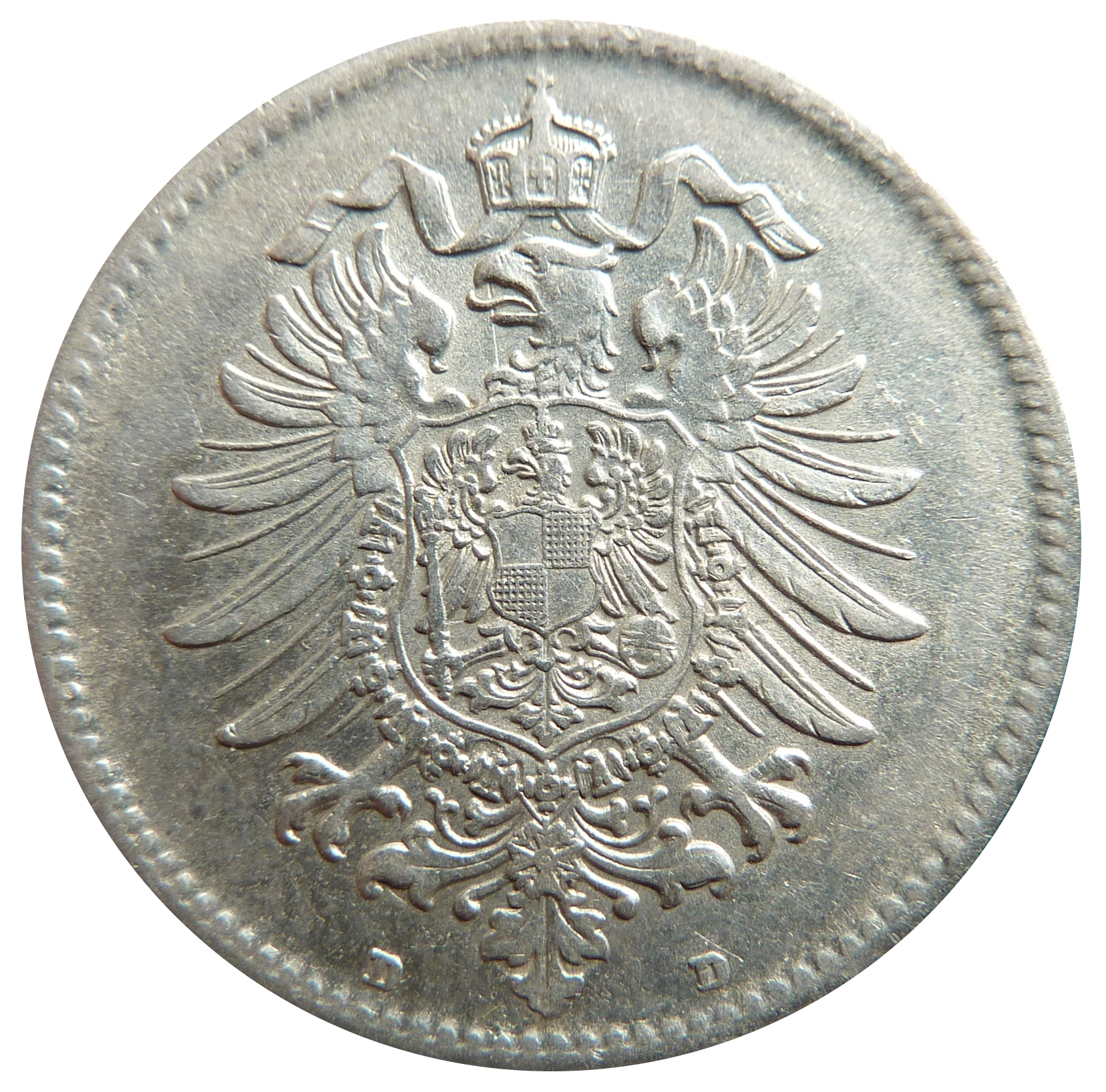
1 márkás ezüstérme hátoldala, első címerváltozat.
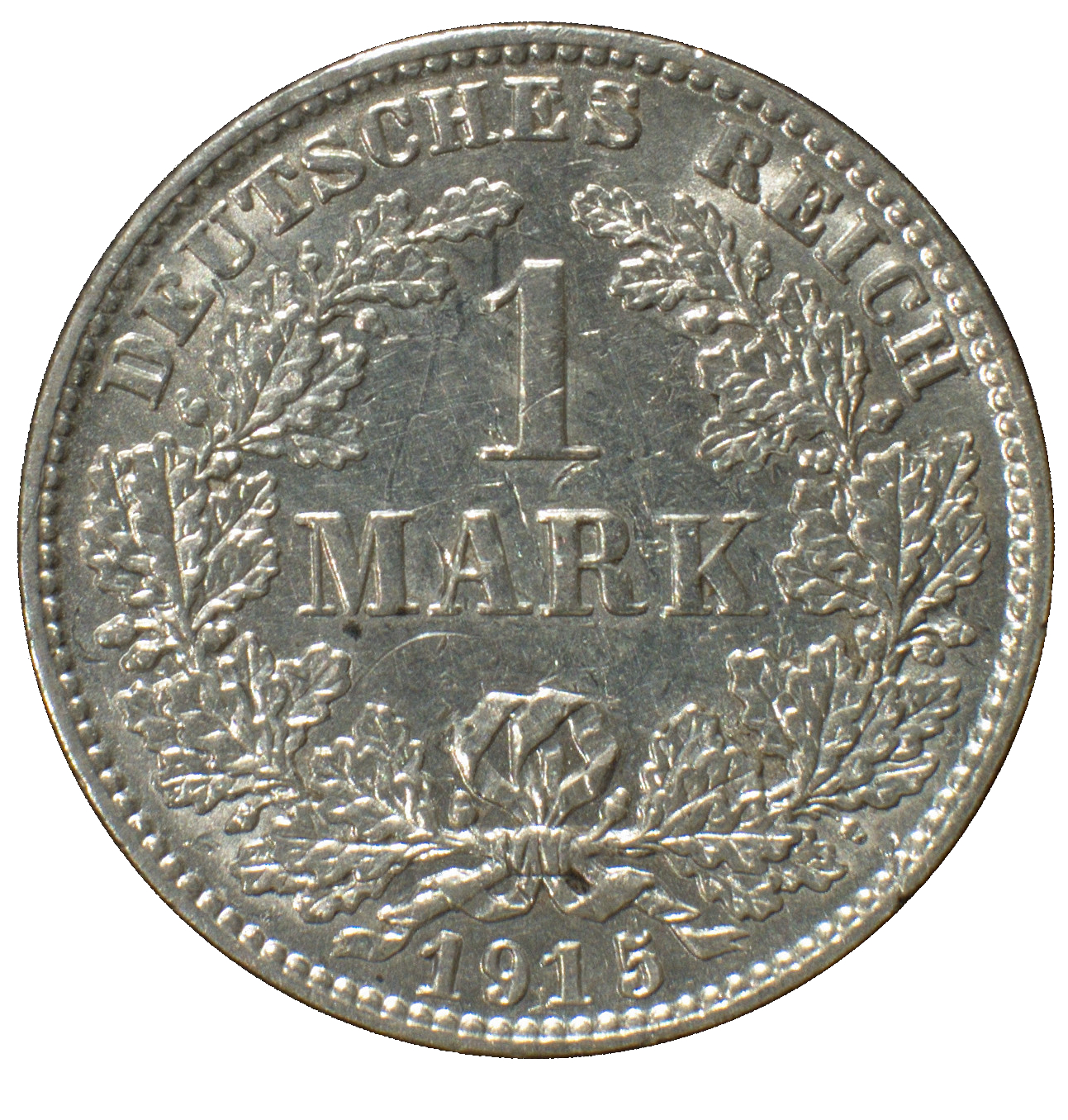
1 márkás ezüstérme előoldala, 1915-ből.
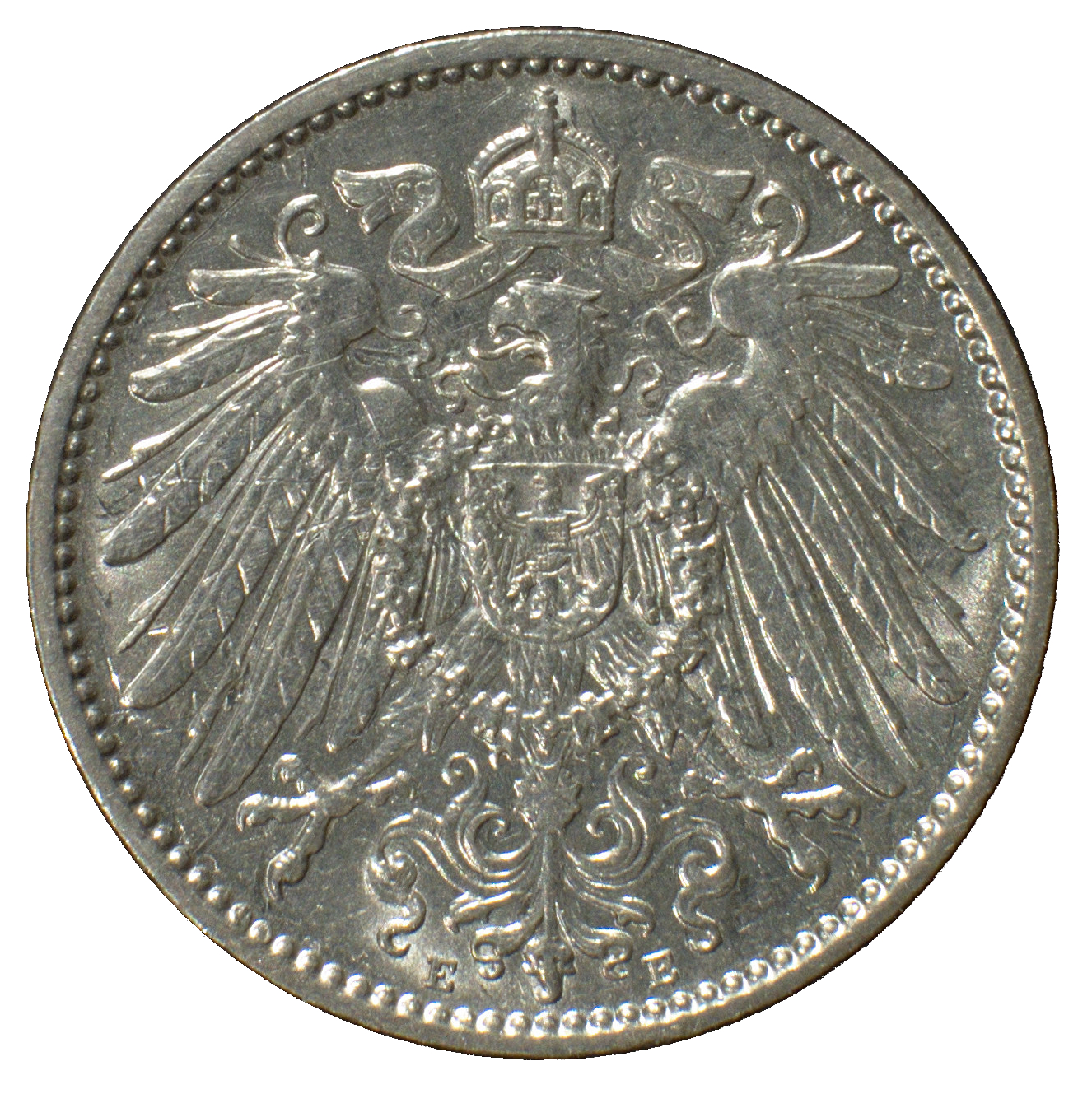
1 márkás ezüstérme hátoldala, második címerváltozat.

#### A 2, 3 és 5 márkás ezüstérmék
Az ezüst 2, 3 és 5 márkásokat az euróérmékhez hasonlóan közös hátoldallal, de német államokként eltérő előoldallal verték. Az egyes német monarchiákban az előoldalon az aktuális uralkodó képmása szerepelt, a városállamokban (Hamburg, Bréma, Lübeck) pedig a város címere. A 3 márkást csak 1908-tól vezették be a még forgalomban lévő, az egyes német államok által 1871 előtt kibocsátott kerek 3 márkát érő 1 Vereinstaler érmék lecserélésére. Rendszeresen ezüst 2, 3, 5 márkást csak a nagy államok, a Porosz Királyság, a Szász Királyság, a Bajor Királyság, a Württembergi Királyság és a Badeni Nagyhercegség vertek, a többi kisebb kibocsátó csak alkalmanként adott ki ilyen érméket. 2, 3 és 5 márkás ezüstérméket az alábbi német államok bocsátottak ki: Porosz Királyság, Anhalti Hercegség, Badeni Nagyhercegség, Bajor Királyság, Braunschweigi Hercegség, Bréma, Hamburg, Hesseni Nagyhercegség, Lippei Fejedelemség, Lübeck, Mecklenburg-Schwerini Nagyhercegség, Mecklenburg-Sterlitzi Nagyhercegség, Oldenburgi Nagyhercegség, Reuß Idősebb-ág Hercegség, Reuß Ifjabb-ág Hercegség, Szász Királyság, Szász-Altenburg Hercegség, Szász-Coburg-Gotha Hercegség, Szász-Meiningen Hercegség, Szász-Weimar-Eisenach Nagyhercegség, Schaumburg-Lippe Fejedelemség, Schwarzburg-Rudolstadt Fejedelemség, Schwarzburg-Sondershausen Fejedelemség, Waldeck és Pyrmont Fejedelemség, Württembergi Királyság. 2, 3 és 5 márkásból rendszeresen vertek forgalmi emlékérméket is, ezeknek az előoldala volt eleinte eltérő, csak 1909-tól engedélyezték, hogy a hátoldaluk a forgalmi érméktől eltérő legyen, négyen stilizált birodalmi címerábrázolás szerepelt, egyen pedig, melyet 1913-ban, a Napóleon elleni felszabadító háború 100. évfordulójára adtak ki, a francia zsarnokságot jelképező kígyót széttépő német sas került.
| Névérték: | Súly:      | Tiszta ezüsttartalom (színezüst) | Átmérő: |
| --------- | ---------- | -------------------------------- | ------- |
| 2 márka   | 11,111 g   | 10 g                             | 28 mm   |
| 3 márka   | 16,667 g   | 15 g                             | 33 mm   |
| 5 márka   | 27,778 g g | 25 g                             | 38 mm   |

Német, porosz 2 márkás ezüstérme előoldala I. Vilmos német császár és porosz király portréjával.
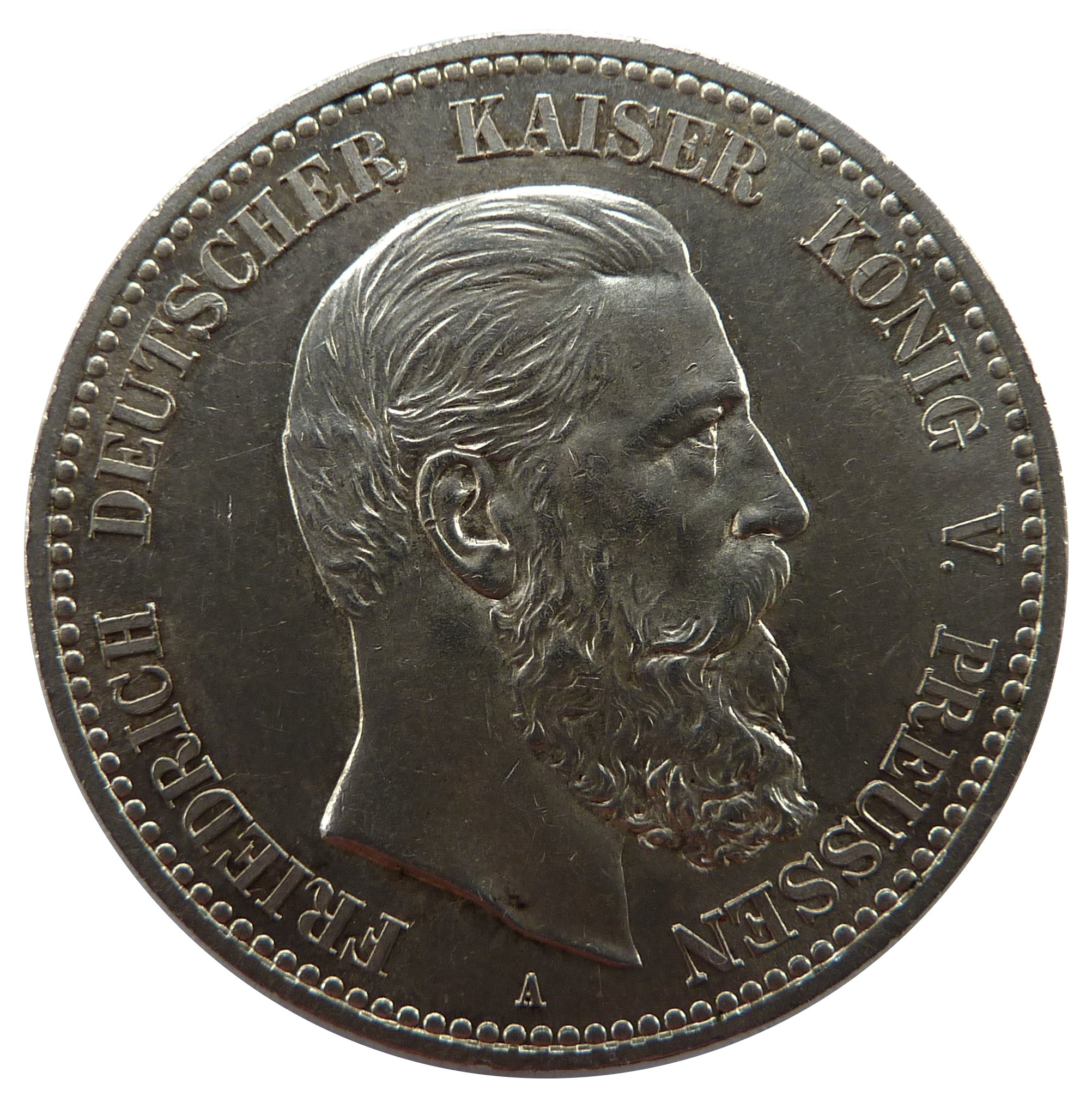
Német, porosz 5 márkás, 1888-as ezüstérme előoldala III. Frigyes német császár és porosz király portréjával.
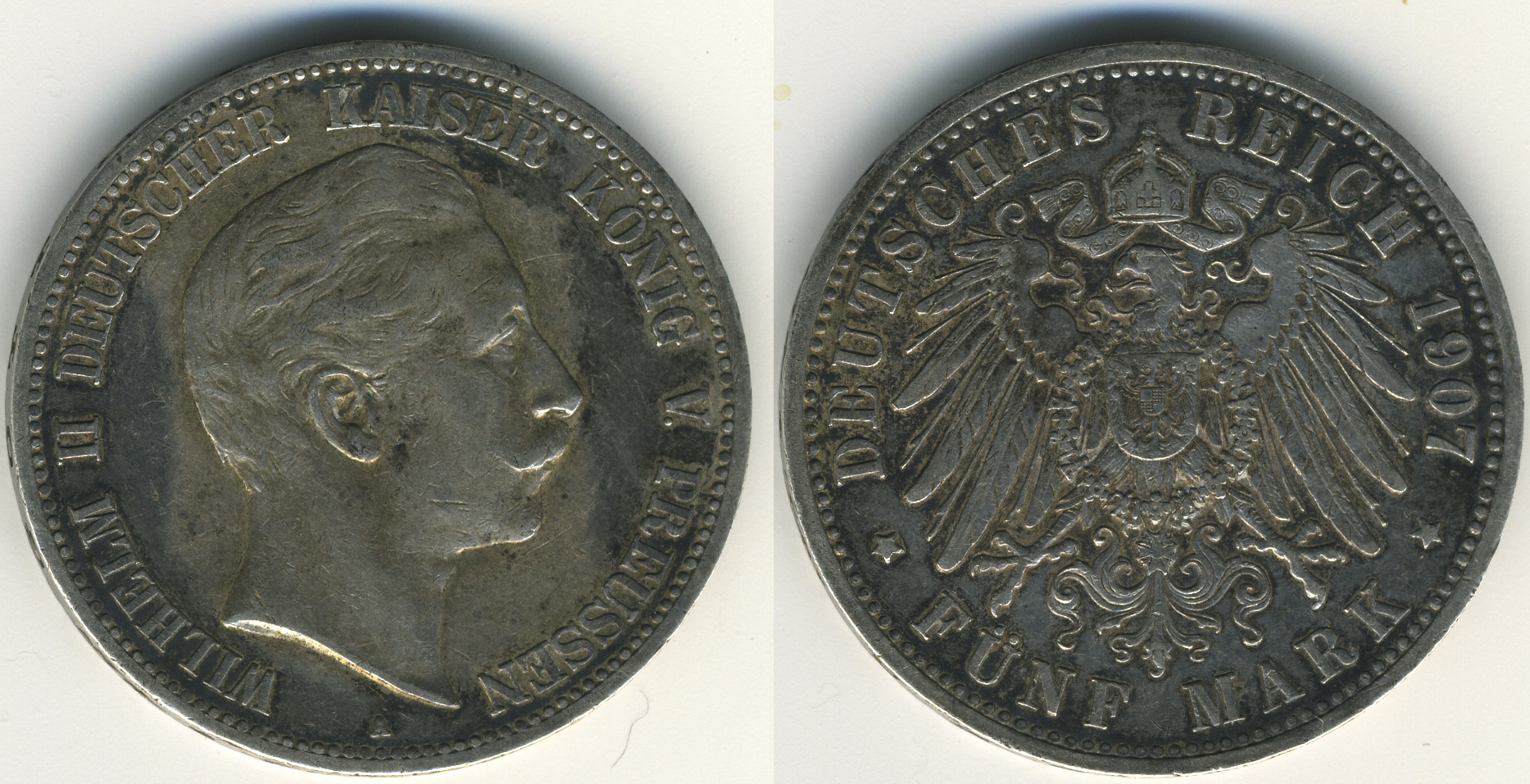
Német, porosz 1907-es 5 márkás ezüstérme előoldala II. Vilmos német császár és porosz király portréjával és a birodalmi címer második változatával
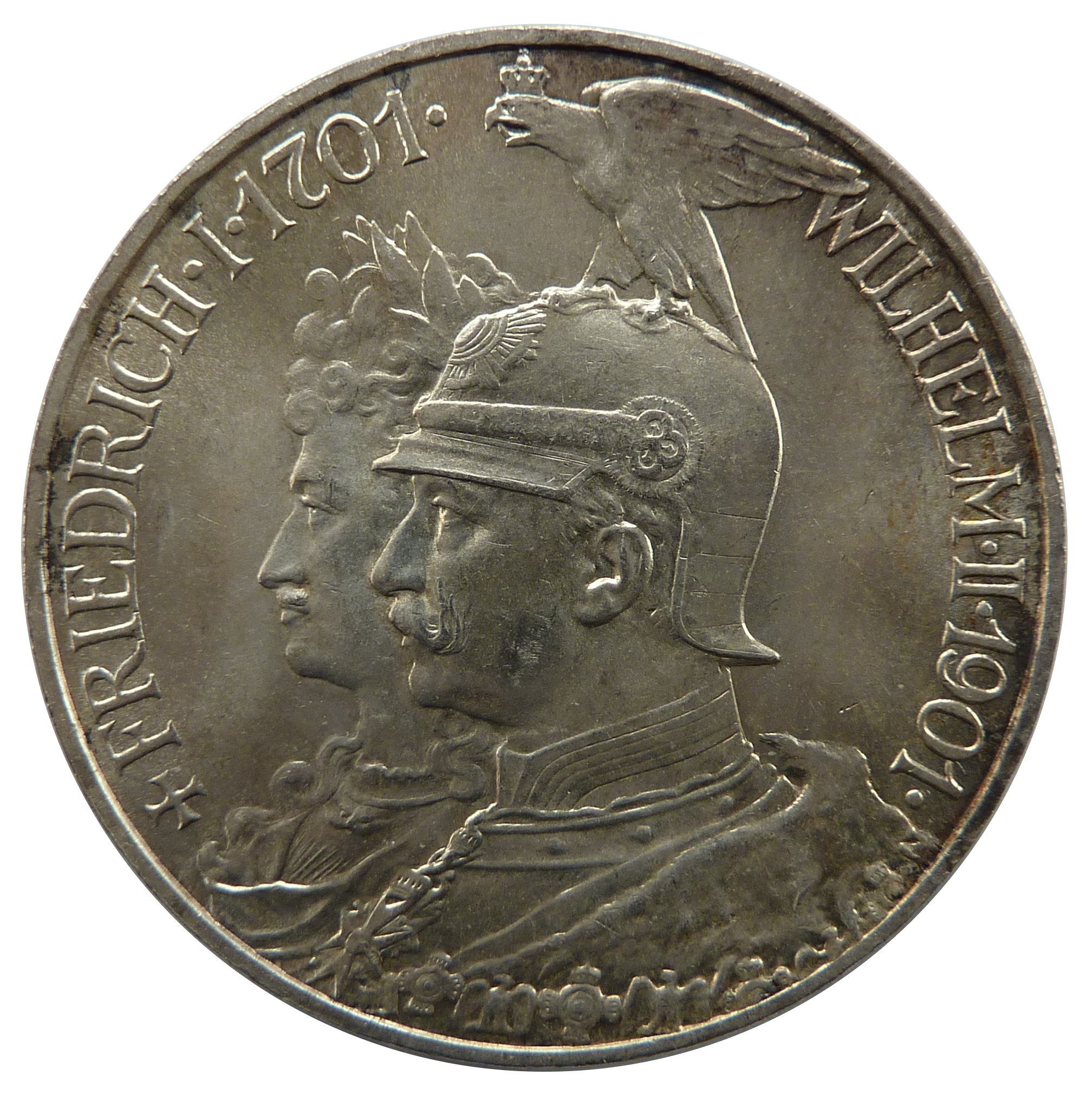
Német, porosz 5 márkás ezüst forgalmi emlékérme előoldala I. Frigyes porosz király és II. Vilmos portréjával. 1901-ben a Porosz Királyság létrejöttének 200. évfordulójára verték, 460 000 példányban.
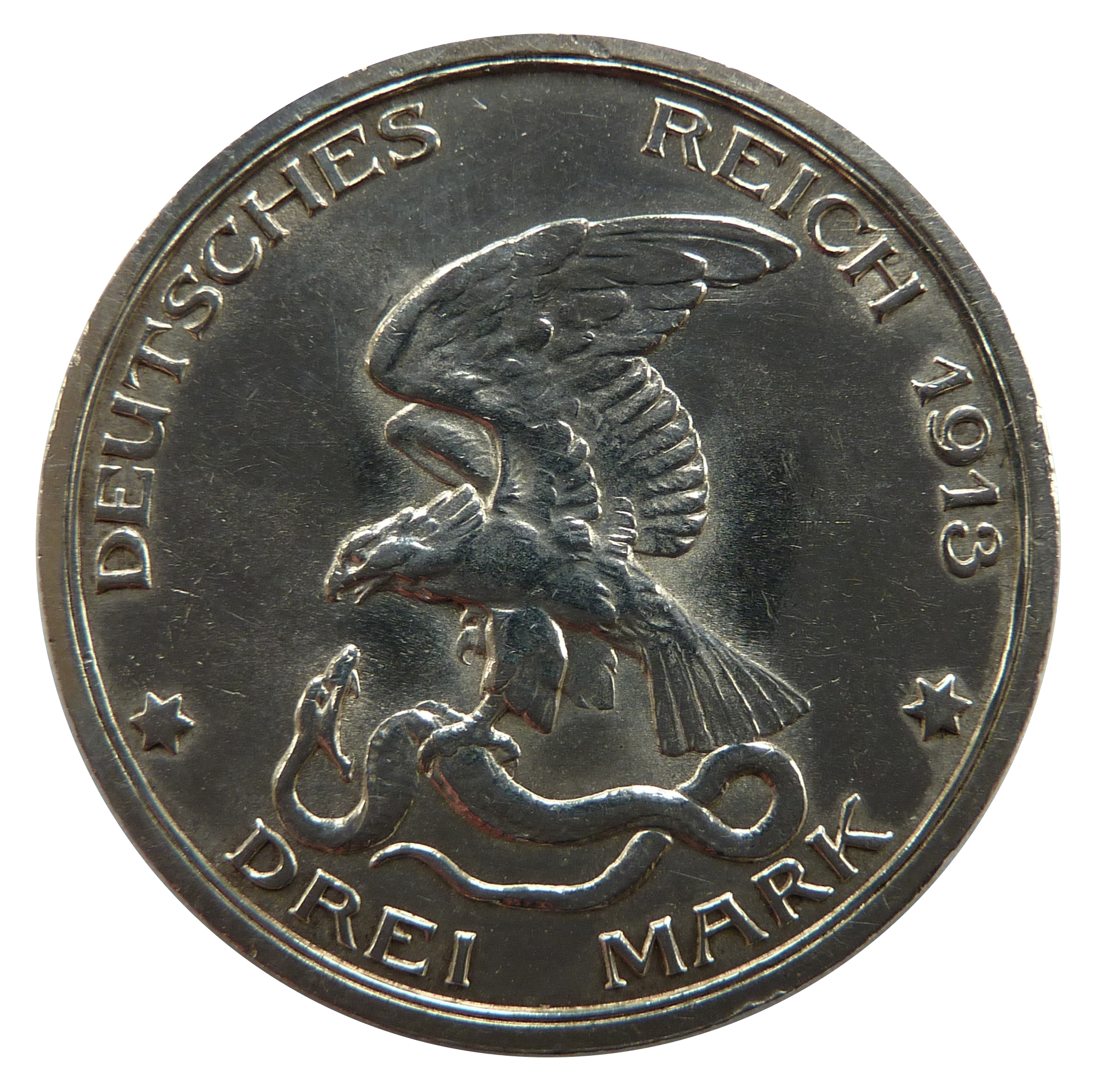
Német, porosz 5 márkás ezüst forgalmi emlékérme hátoldala, a Napóleon elleni felszabadító háború 100. évfordulójára adtak ki, a francia zsarnokságot jelképező kígyót széttépő német sas ábrázolásával. Előoldalán II. Vilmos portréja szerepelt.
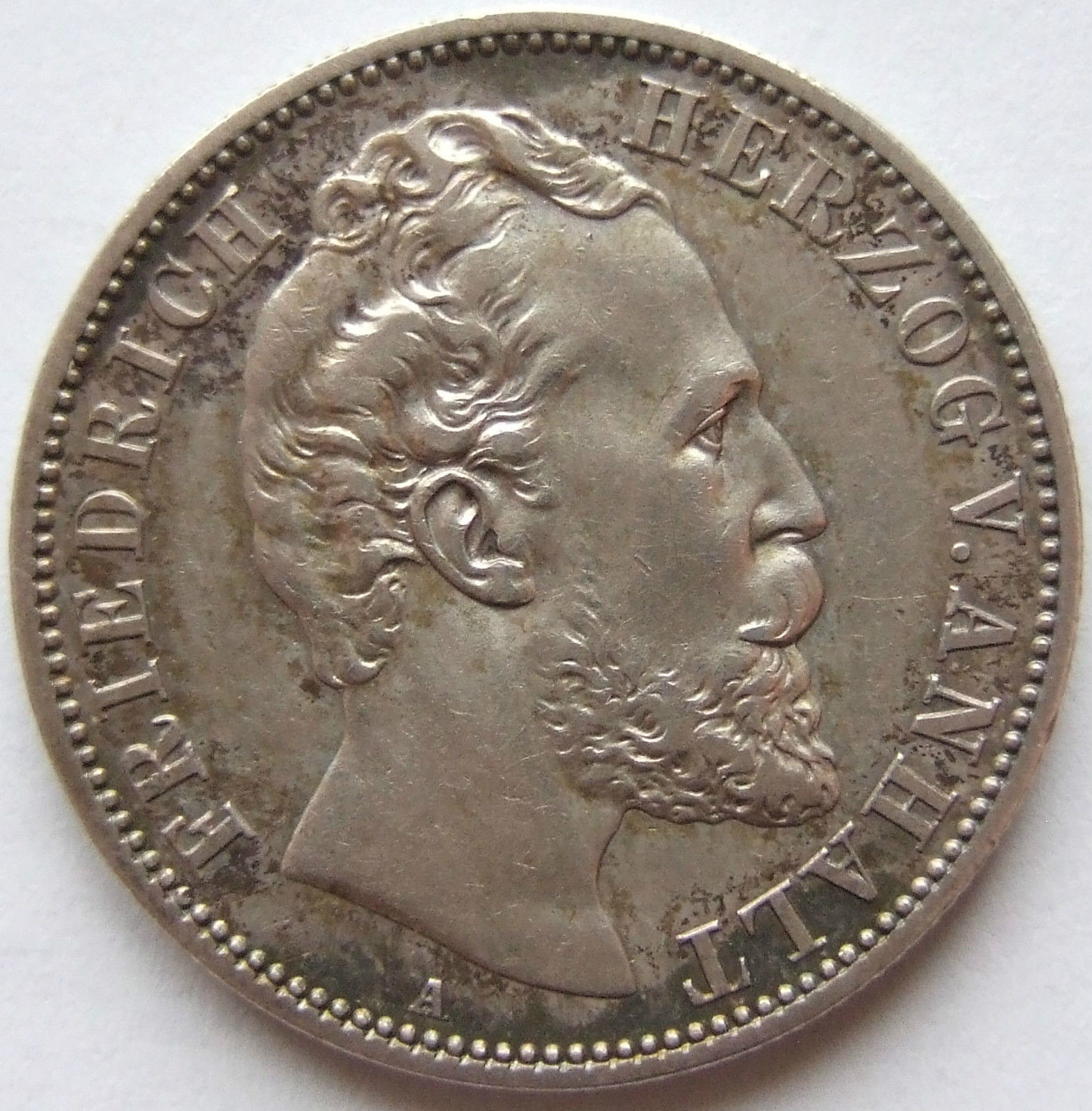
Német, anhalti 2 márkás, 1876-os ezüstérme előoldala I. Frigyes anhalti herceg portréjával.
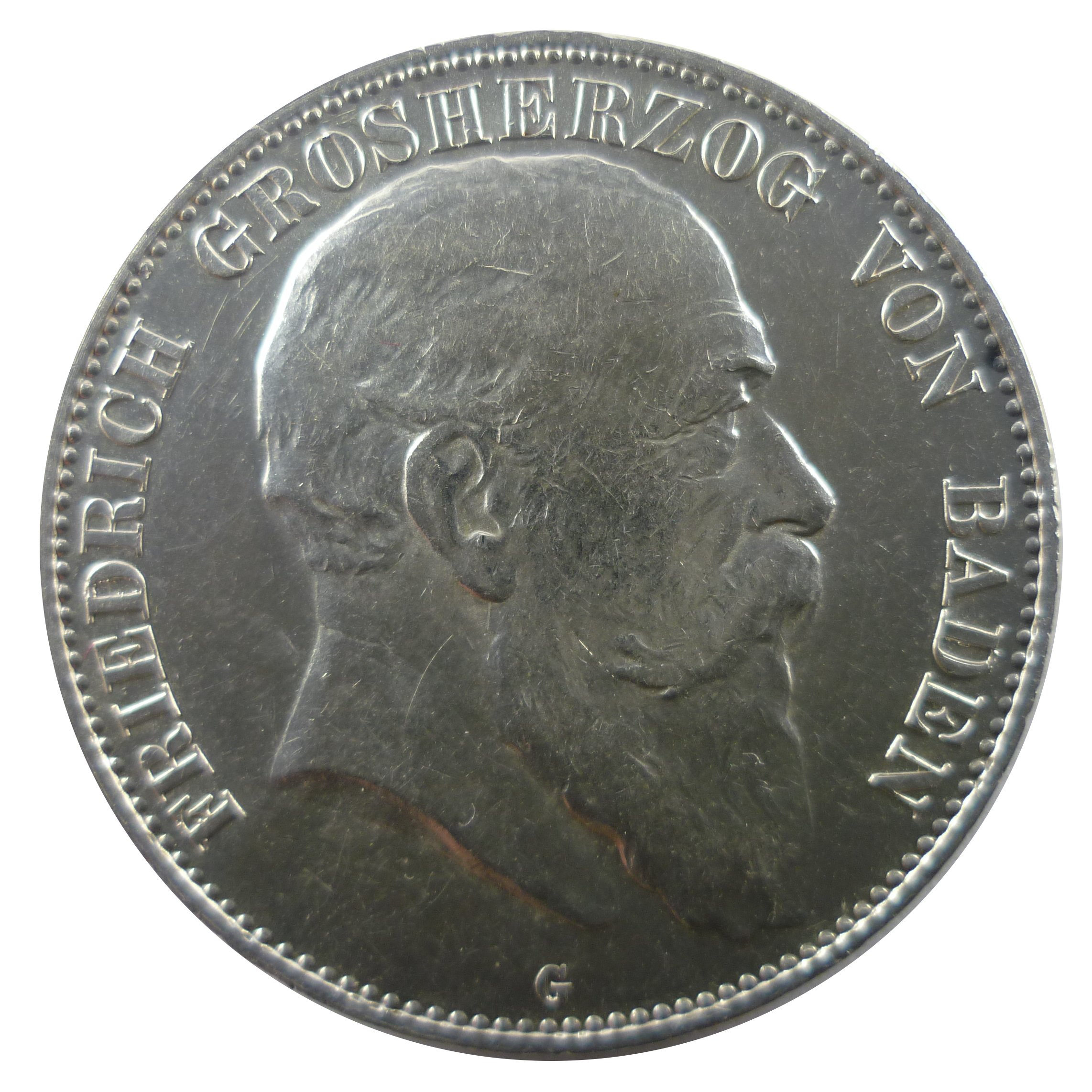
Német, badeni 5 márkás ezüstérme előoldala I. Frigyes badeni nagyherceg portréjával.
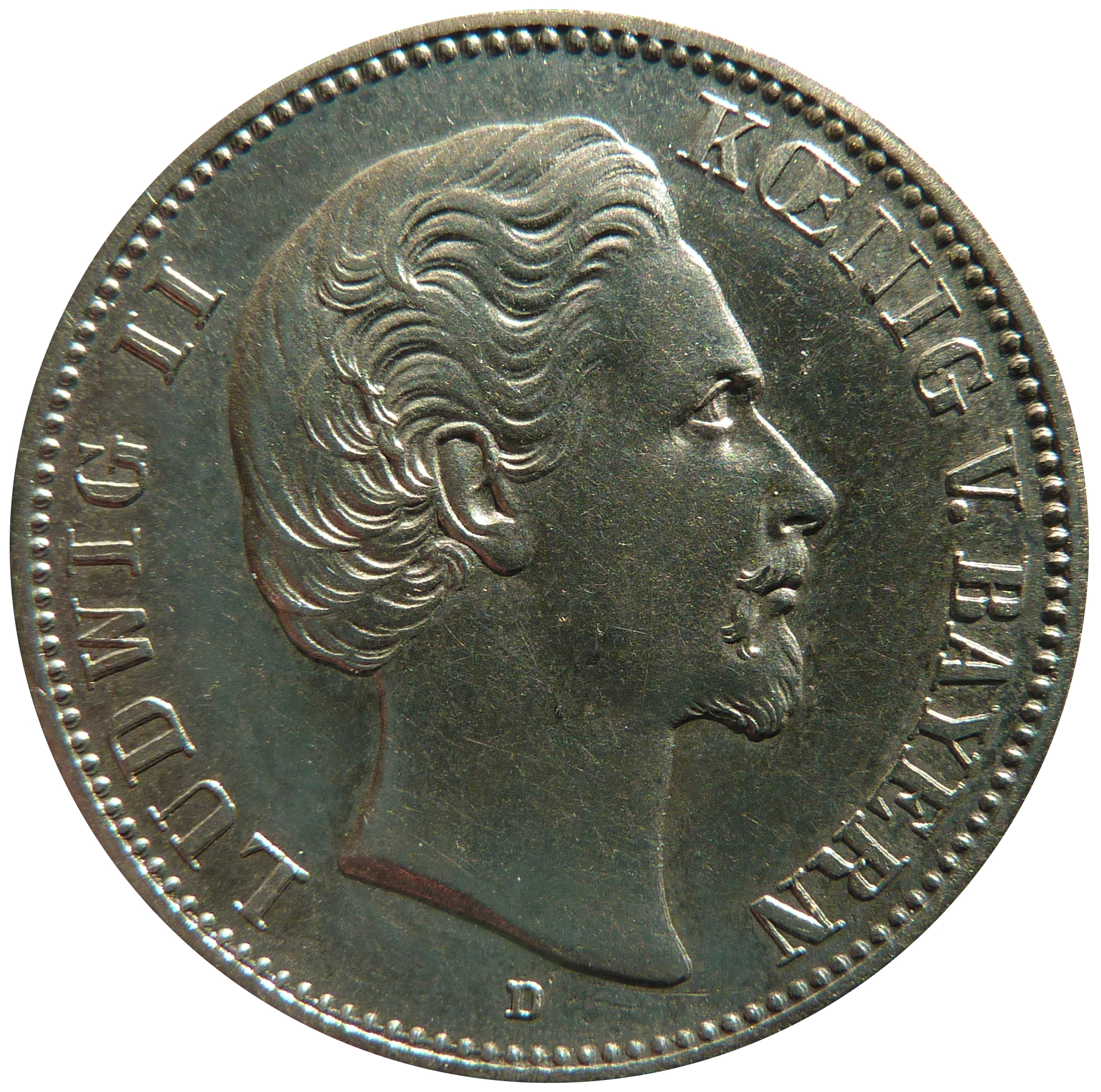
Német, bajor 2 márkás, 1880-as ezüstérme előoldala II. Lajos bajor király portréjával.
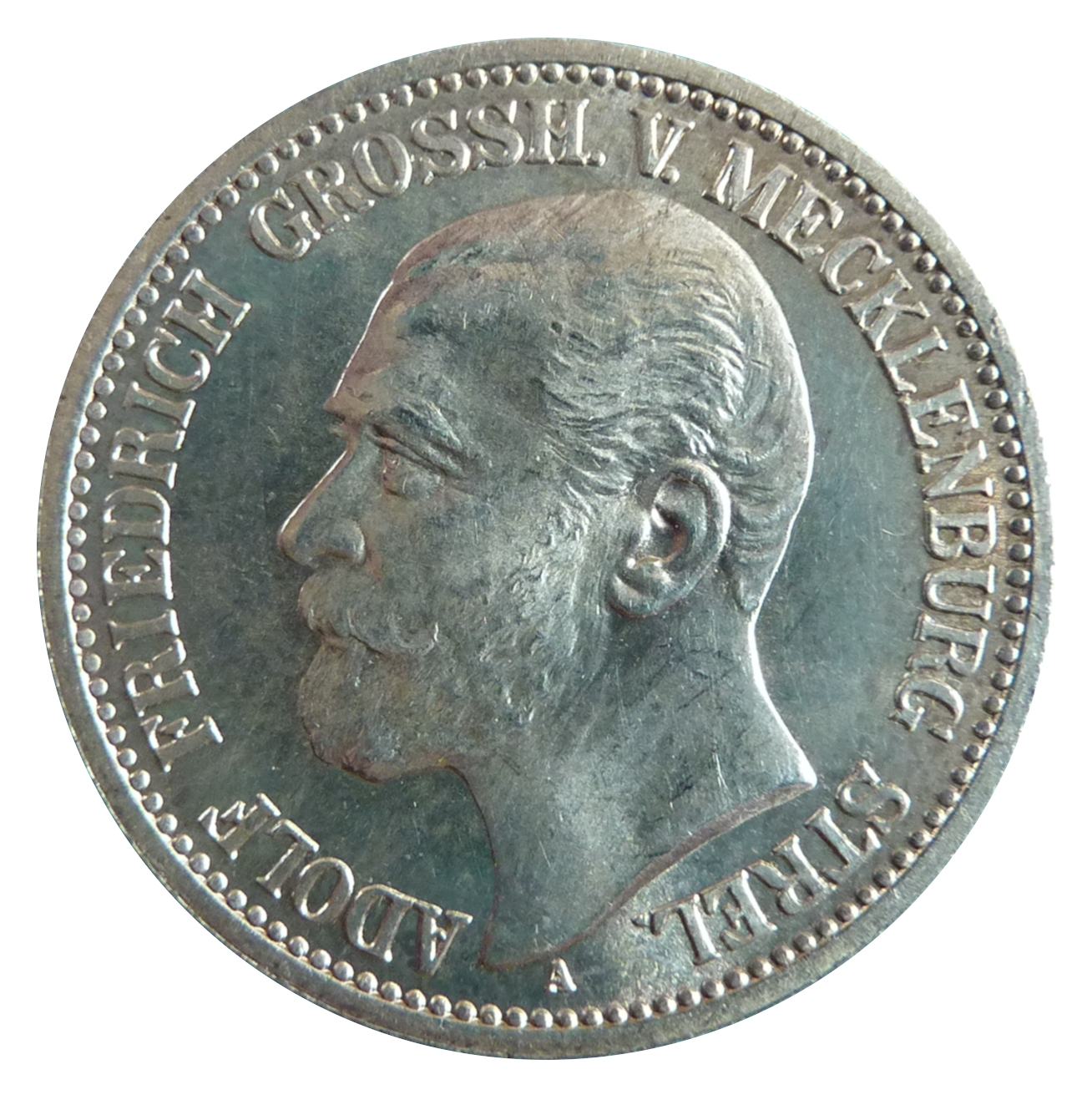
Német, mecklenburg-sterlitzi 2 márkás, 1905-ös ezüstérme előoldala V. Adolf Frigyes nagyherceg portréjával.
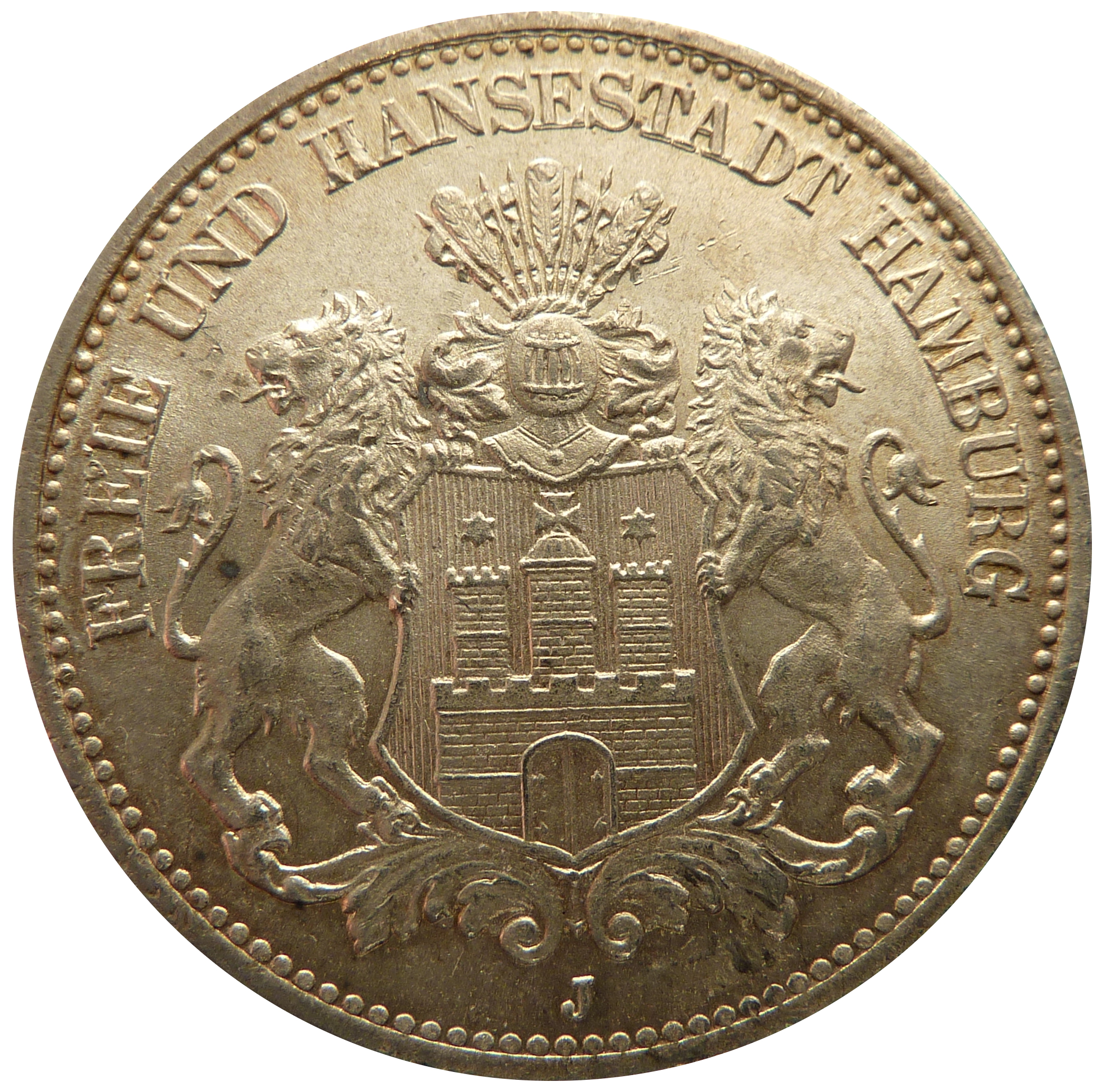
Német, hamburgi 2 márkás ezüstérme előoldala Hamburg címerével. A brémai, hamburgi, lübecki 2, 3 és 5 márkások érdekessége, hogy mindkét oldalukon címer szerepel, az előoldalon az adott városé, a hátoldalon pedig a Német Birodalomé.

### Aranyérmék
Aranyból 5, 10 és 20 márkás érméket vertek, 900 ezrelék finomságú aranyból. Az arany 5, 10 és 20 márkásokat az euróérmékhez hasonlóan közös hátoldallal, a birodalmi címerrel, de német államokként eltérő előoldallal verték. Arany 5 márkás kibocsátására csak 1877-ben és 1878-ban került sor. Az egyes német monarchiákban az előoldalon az aktuális uralkodó képmása szerepelt, a városállamokban (Hamburg, Bréma, Lübeck) pedig a város címere. Rendszeresen arany 10 és 20 márkást csak a nagy államok, a Porosz Királyság, a Szász Királyság, a Bajor Királyság, a Württembergi Királyság és a Badeni Nagyhercegség vertek, a többi kisebb kibocsátó ( Anhalti Hercegség, Braunschweigi Hercegség, Bréma, Hamburg, Hesseni Nagyhercegség, Lippei Fejedelemség, Lübeck, Mecklenburg-Schwerini Nagyhercegség, Mecklenburg-Sterlitzi Nagyhercegség, Oldenburgi Nagyhercegség, Reuß Idősebb-ág Hercegség, Reuß Ifjabb-ág Hercegség, Szász-Altenburg Hercegség, Szász-Coburg-Gotha Hercegség, Szász-Meiningen Hercegség, Szász-Weimar-Eisenach Nagyhercegség, Schaumburg-Lippe Fejedelemség, Schwarzburg-Rudolstadt Fejedelemség, Schwarzburg-Sondershausen Fejedelemség, Waldeck és Pyrmont Fejedelemség) csak alkalmanként és kisebb, vagy elenyésző mennyiségben adott ki ilyen érméket.
| Névérték: | Súly:    | Tiszta aranytartalom (színarany): | Átmérő: |
| --------- | -------- | --------------------------------- | ------- |
| 5 márka   | 1,9912 g | 1,7921 g                          | 17 mm   |
| 10 márka  | 3,9825 g | 3,5842 g                          | 19,5 mm |
| 20 márka  | 7,9649 g | 7,1684 g                          | 22,5 mm |

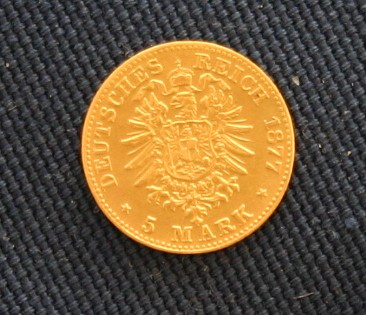
Német, hamburgi 1877-es 5 márkás aranyérme közös hátoldala, a birodalmi címer első változatával, előoldalán Hamburg város címere volt látható. Az 5 márkás aranyérmét csak 1877-ben és 1878-ban verték. Súlya alig 2 gramm volt.
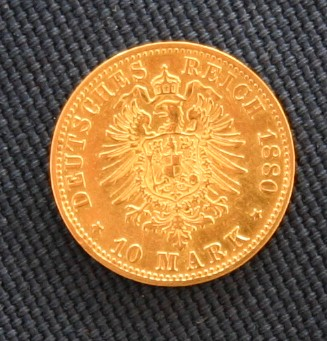
Német, porosz 1880-as 10 márkás aranyérme közös hátoldala, a birodalmi címer első változatával, előoldalán I. Vilmos német császár és porosz király portréja szerepelt.
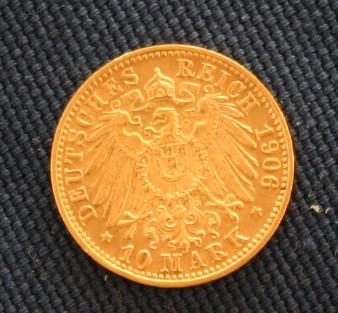
Német, badeni  1906-os 10 márkás aranyérme közös hátoldala a birodalmi címer második változatával, előoldalán I. Frigyes badeni nagyherceg portréja szerepelt.
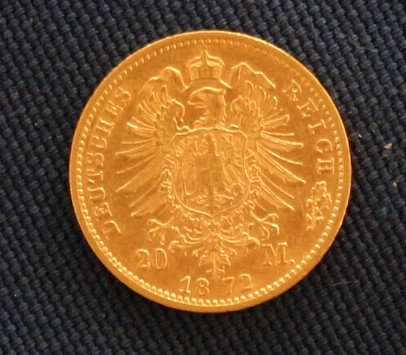
Német, württembergi 1874-es 20 márkás aranyérme közös hátoldala, a birodalmi címer első változatával, "20 M" értékjelzéssel. Előoldalán Károly württembergi király portréja szerepelt.
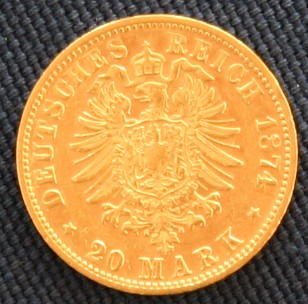
Német, bajor 1874-es 20 márkás aranyérme közös hátoldala, a birodalmi címer első változatával, "20 MARK" értékjelzéssel. Előoldalán II. Lajos bajor király portréja szerepelt.
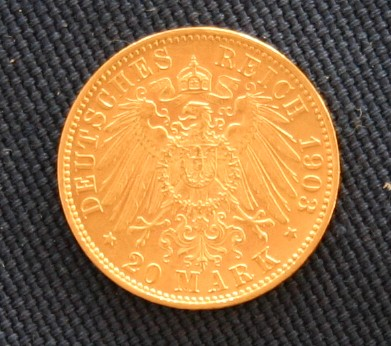
Német, szász 1903-as 20 márkás aranyérme közös hátoldala, a birodalmi címer második változatával, előoldalán I. György szász király portréja szerepelt.
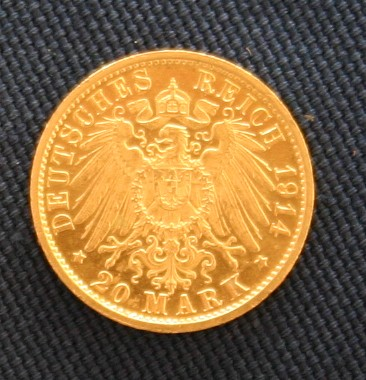
Német, porosz 1914-es 20 márkás aranyérme közös hátoldala, a birodalmi címer második változatával, előoldalán II. Vilmos német császár és porosz király második, egyenruhás portréváltozata szerepelt.

## Papírpénzek
A német jegybank szerepét 1871-1876 között a Königlich-Preußische Hauptbank (Porosz Királyi Főbank, vagy csak Preußische Bank - Porosz Bank), 1876. január 1-től pedig a Reichsbank (Birodalmi Bank) töltötte be, mellette kisebb mennyiségben államjegyek is forgalomba kerültek a Reichsschuldenferwaltung (Birodalmi Adósságkezelő Hivatal) által. Továbbá egyre csökkenő számban kereskedelmi bankok is bocsáthattak ki nagy címletű, 100, 200, 500 és 1000 márkás bankjegyeket. 1873-ban még harminckét ilyen kereskedelmi bank volt, számuk 1914-re azonban négyre csökkent.

### AKöniglich-Preußische Hauptbank(Királyi Porosz Főbank) kibocsátásai
A jegybank szerepét betöltő Königlich-Preußische Hauptbank 1874-ben 100, 500 és 1000 márkás címleteket bocsátott ki.

### AReichsbank(Birodalmi Bank) kibocsátásai
A Reichsbank 1876-ben kezdte meg működését, gyakorlatilag  a porosz Königlich-Preußische Hauptbank utódaként. Bankjegyei egészen 1914. augusztus 4-ig szabadon átválthatóak voltak arany 5, 10 és 20 márkás érmékre. Először 1876-ban csak 100 és 1000 márkás címleteket bocsátott ki, ezek a Königlich-Preußische Hauptbank 1874-es sorozatú papírpénzeivel teljesen megegyező nyomattal készültek, de már a Reichsbank nevében, a porosz királyi helyett a német birodalmi címerrel. 1883-tól új típusú 100 márkást nyomtattak (blauer Hunderter - kék százas), melyet egészen 1908-ig bocsátottak ki. 1908-tól új, jóval nagyobb méretű (207 x 102 mm) 100 márkást, az ugyancsak kék színű "flottaszázast" (Flottenhunderter) vezették be. 1884-től az 1000 márkást is lecserélték. A 20 és az 50 márkás címleteket csak 1906-tól hozták forgalomba a 20 és 50 márkás Reichskassenschein államjegyek lecserélésére. 1914-től az I. világháborús hadi kiadások következtében drasztikusan megnövekedett igény miatt az 1883-as széria 1908-as évszámváltozatú 100 márkását (blauer Hunderter) újra nyomtatni kezdték, párhuzamosan az 1910-es flottaszázassal. 1919-ben pedig az 1908-as 100 márkást (blauer Hunderter) és az 1910-es sorozatú 100 (Flottenhunderter) és 1000 márkásokat szintén újra nyomtattak, de az eredeti két piros Reichsbank címer és piros sorozatszámok helyett zöld színű Reichsbank címerekkel és zöld sorozatszámokkal. 1915-ben új 20 márkás debütált, 1918. októberében pedig az egyszerű, fekete keretes kivitele és az I. világháborús német vereség következtében csak "Trauerschein" (gyászbankjegy) néven illetett 50 márkás került forgalomba.

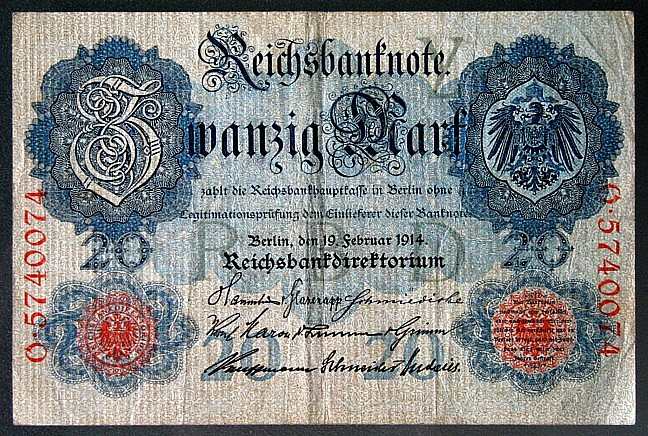
A Reichsbank 1914-es kiadású 20 márkás bankjegye, a típust 1906 és 1914 között nyomtatták. Mérete: 136 x 90 mm.
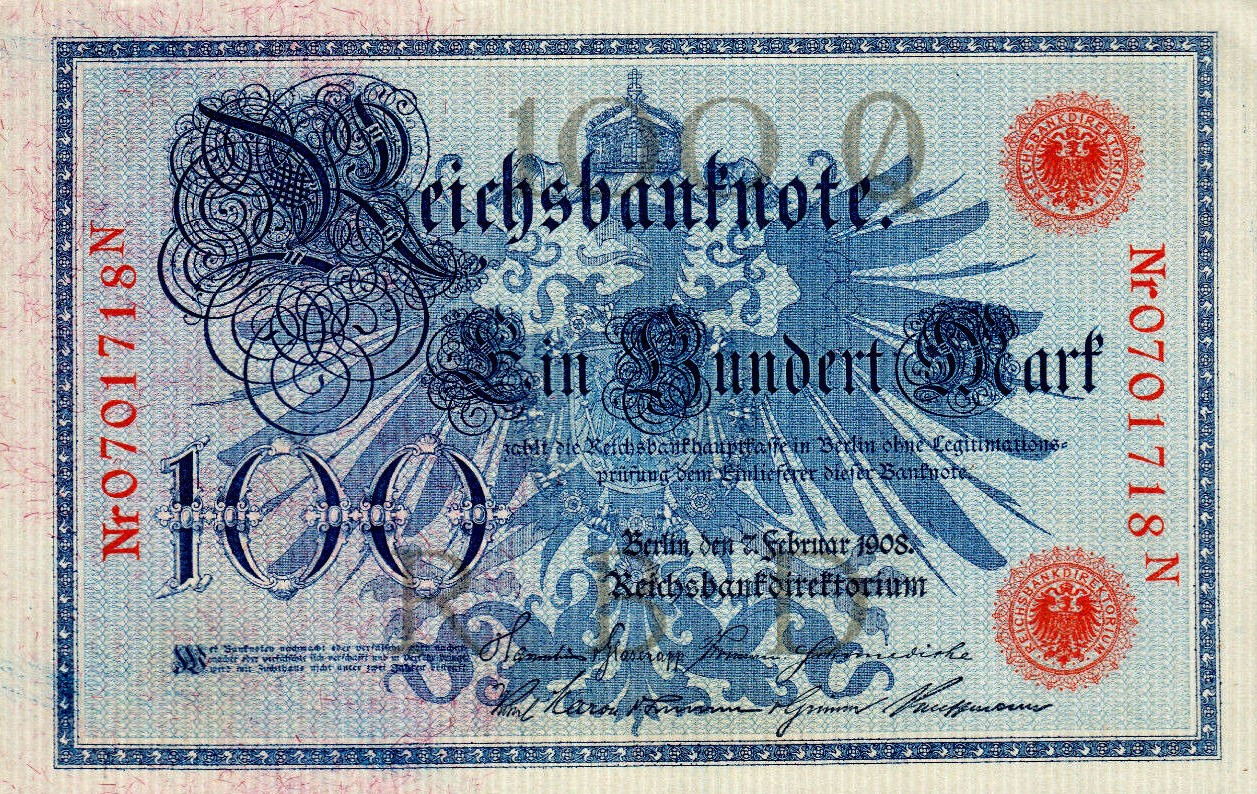
A Reichsbank 1883-as sorozatú 100 márkásának (blauer Hunderter) utolsó, 1908-as évszám változata. A típust 1883-1908, majd és 1914-1919 is között nyomtatták, az 1919-ben készületeken zöld színű Reichsbank címerek és zöld sorozatszámok láthatóak. Mérete: 160 x 105 mm.
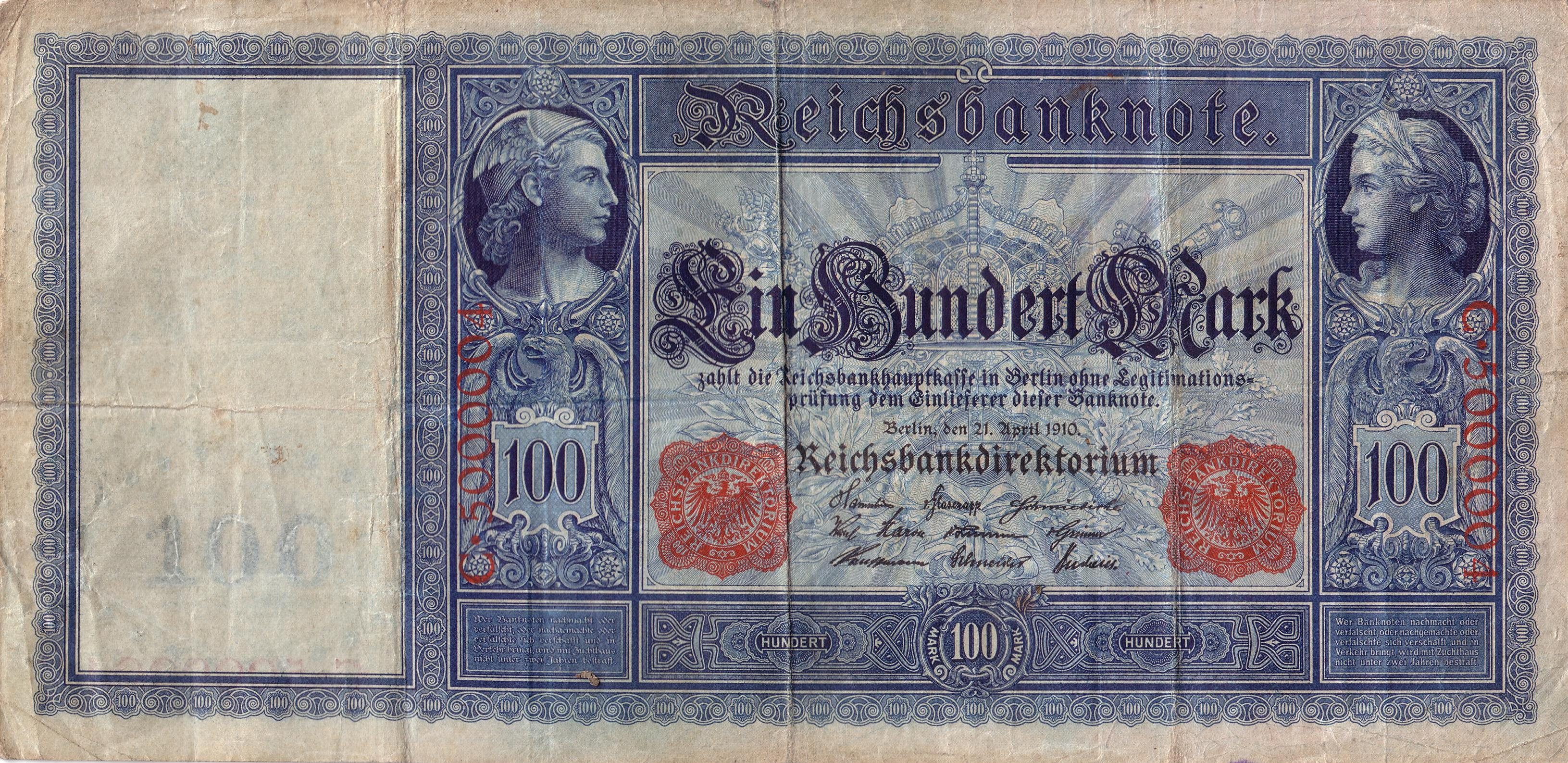
A Reichsbank flottaszázas (Flottenhunderter) típusú 100 márkás bankjegyének előoldala. Nevét a hátoldalon, a Germániát megszemélyesítő allegorikus nőalak mögött úszó stilizált pre-dreadnought csatahajók miatt kapta. 1908, 1909 és 1910-es évszámmal nyomtatták. Méret: 207 x 102 mm.
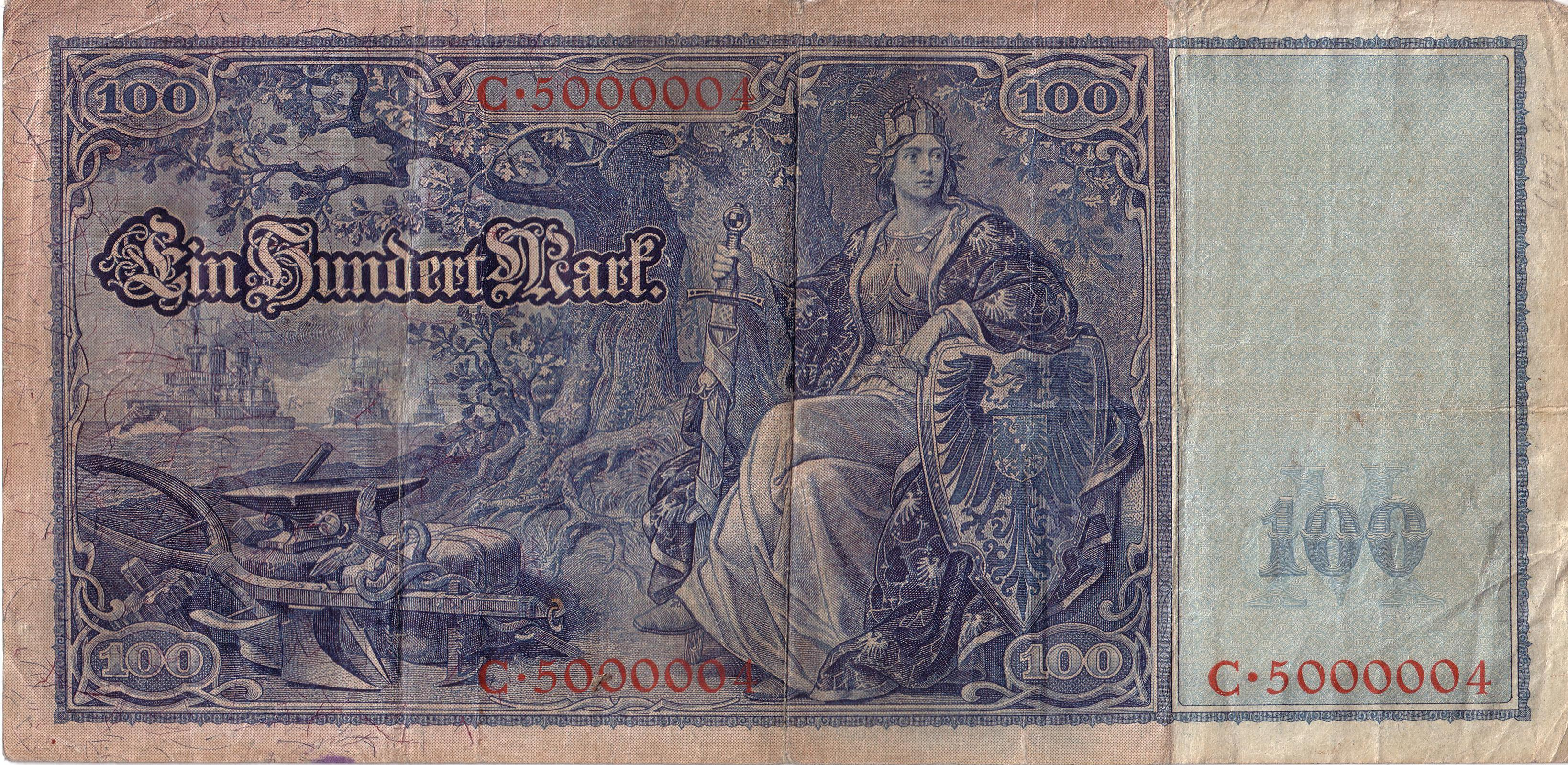
A Reichsbank flottaszázas (Flottenhunderter) típusú 100 márkás bankjegyének hátoldala, Germánia mögött három stilizált pre-dreadnought csatahajóval.
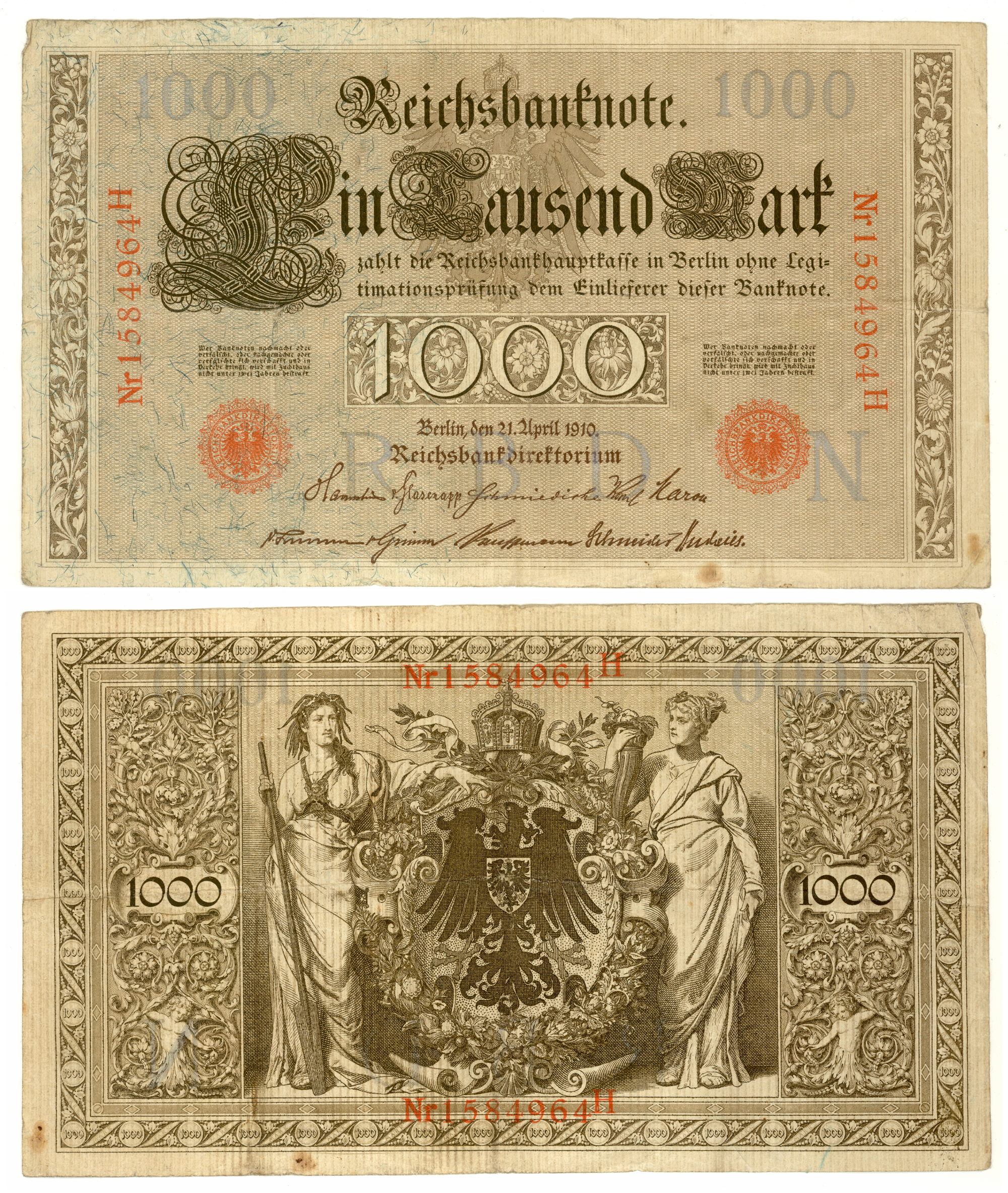
A Reichsbank 1910-es kiadású, legnagyobb címletű, 1000 márkás bankjegye. A típust 1884 és 1910 közötti évszám változatokkal 1884 és 1922 között folyamatosan nyomtatták. Mérete: 187 x 110 mm.

### AReichsschuldenverwaltung(Birodalmi Adósságkezelő Hivatal) államjegyei
A német állam saját hatáskörében is kibocsátott állami kiadású papírpénzeket, azaz államjegyeket a Reichsschuldenverwaltung (Birodalmi Adósságkezelő Hivatal) által.

#### Reichskassenschein (birodalmi pénztárjegy)
A Reichsschuldenverwaltung által kiadott Reichskassenschein (birodalmi pénztárjegy) típusú államjegyek az utolsó sorozat kivételével viszonylag kis mennyiségben kerültek csak forgalomba. Ezeknek az államjegyeknek nem volt semmiféle nemesfém fedezetük, a német állam ígérvényei voltak, továbbá nem volt kényszerforgalmi jellegük, azaz elfogadásuk sem kötelező, de az állam jellemzően mégis beváltotta őket nemesfém (arany- vagy ezüstérmékre) egészen 1914-ig. 1874-ben 5, 20 és 50 márkás címleteket, összesen 120 millió márka értékben, majd 1882-ben teljesen új dizájnú 5, 20 és 50 márkást hoztak forgalomba. 1899-ben egy harmadik típusú 50 márkást nyomtattak. 1904-ben egy 5 márkás, 1906-ben pedig egy 10 márkás kibocsátására került sor.

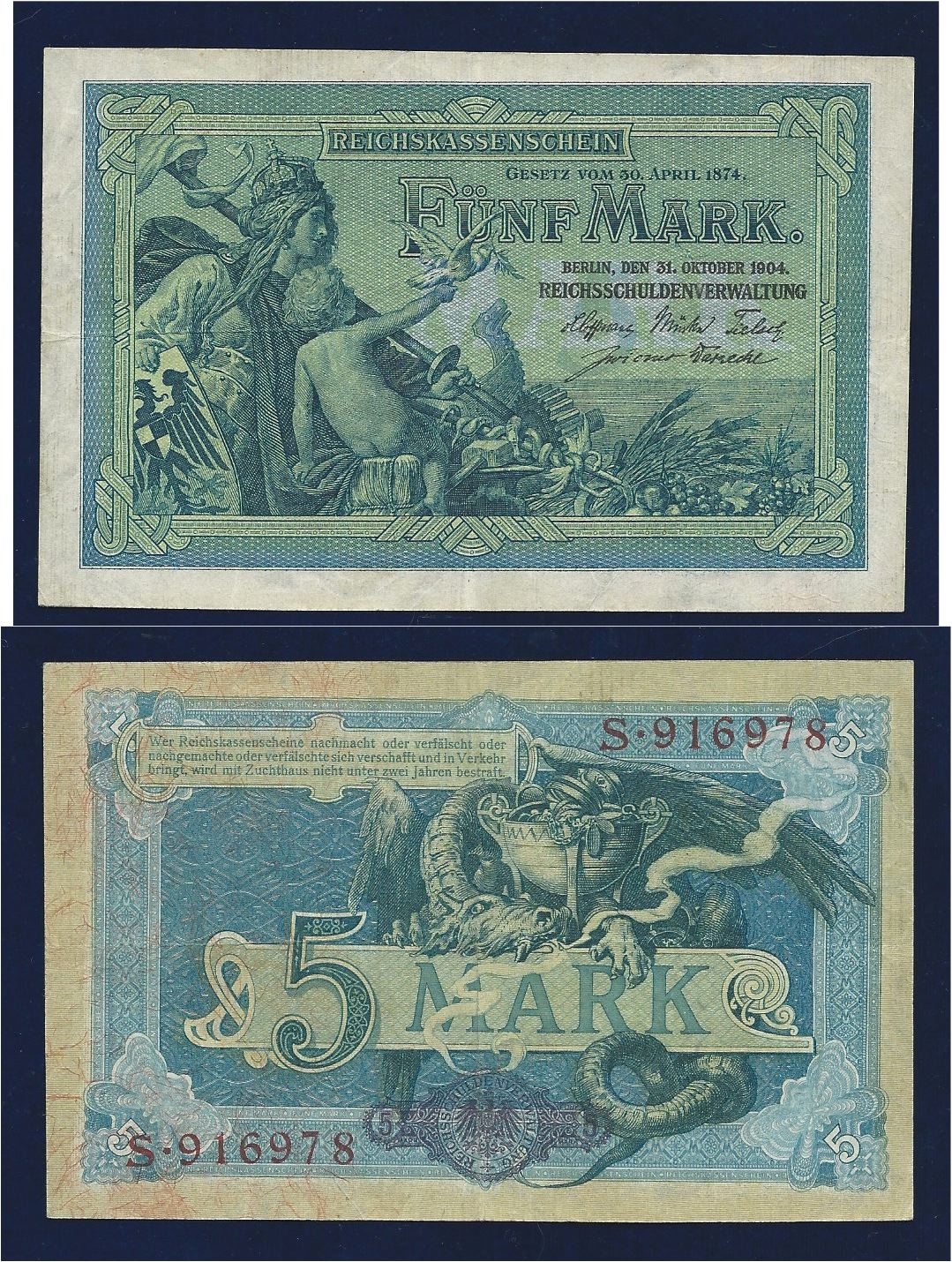
Reichskassenschein típusú, 1904-es sorozatú német 5 márkás államjegy elő- és hátoldala. Mérete: 125 x 80 mm.
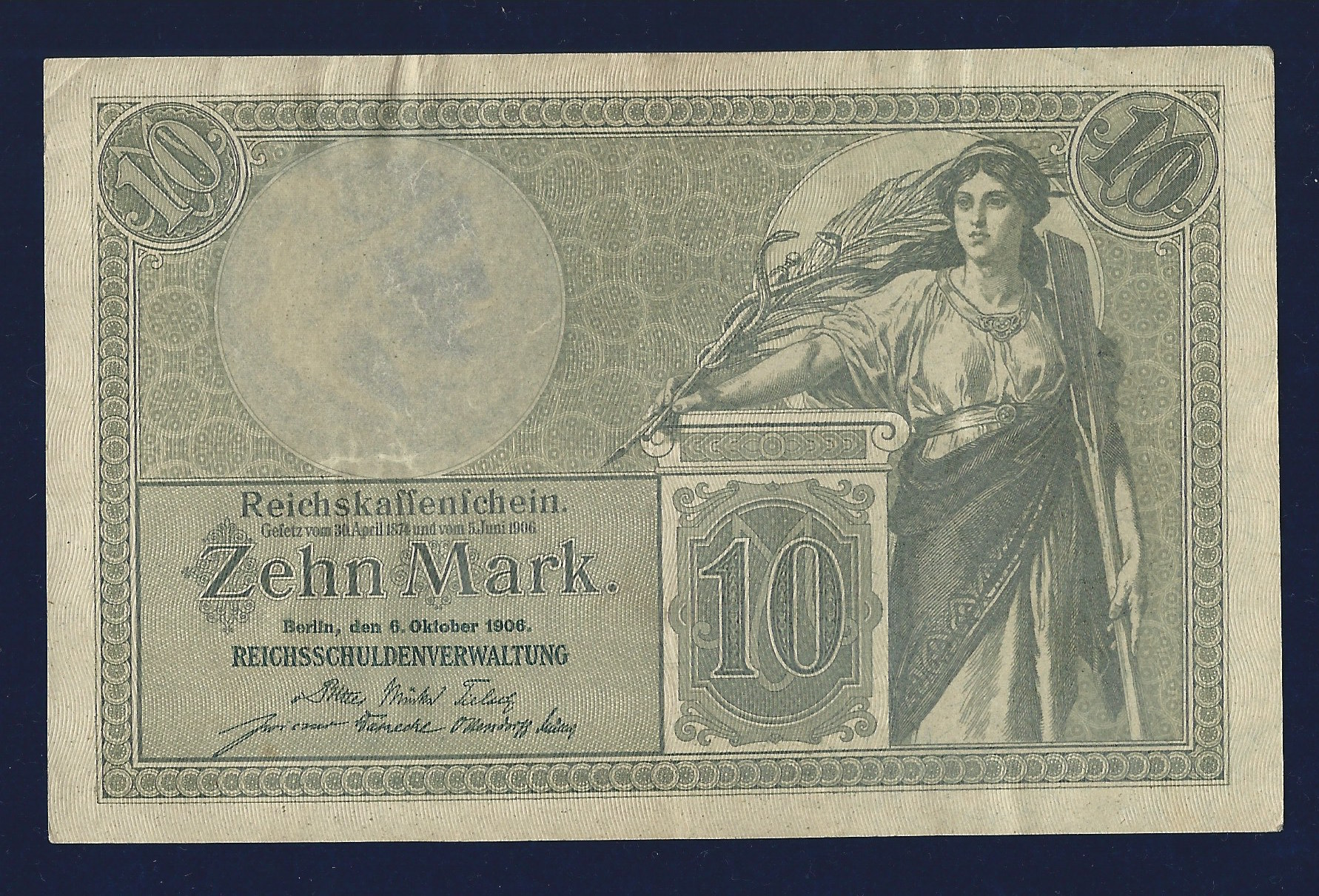
Reichskassenschein típusú, 1906-os sorozatú 10 márkás német államjegy előoldala. Mérete 140 x 90 mm, tehát kissé nagyobb az ugyancsak 1906-ban bevezetett Reichsbank 20 márkásénál.
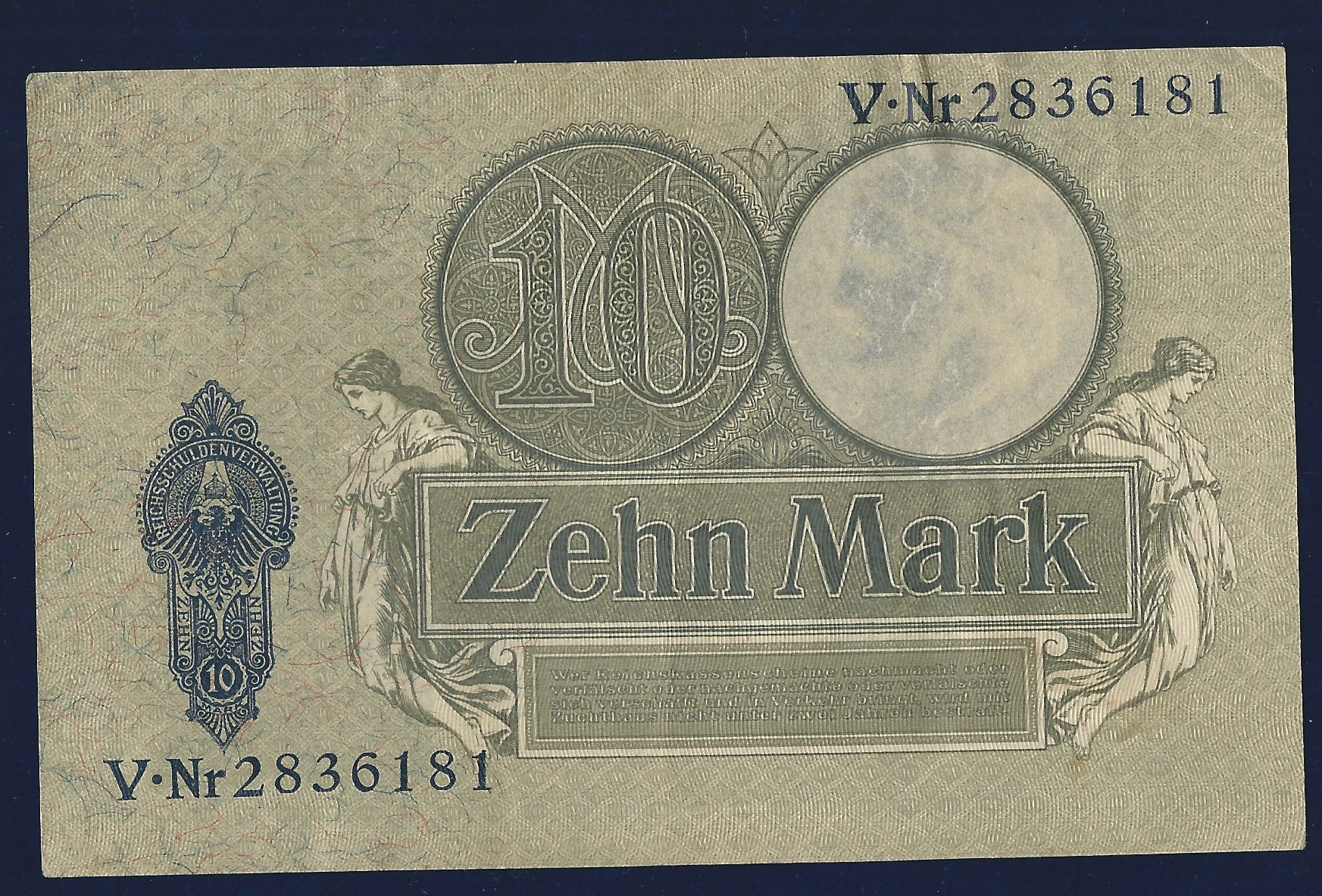
Reichskassenschein típusú, 1906-os sorozatú 10 márkás német államjegy hátoldala.

#### Darlehenkassenschein (kölcsönpénztárjegy)
1914-ben a háború finanszírozására ténylegesen fedezet nélküli, kényszerforgalmi, azaz kötelezően elfogadandó Darlehenkassenschein (kölcsönpénztárjegy) típusú államjegyeket bocsátott ki a Reichschuldenverwaltung. 1914-ben 1, 2, 5, 20 és 50 márkás címletek kerültek forgalomba. ezeket 1917-ben egy új típusú 5 márkás, 1918-ban pedig egy új 20 márkás címlet követte.

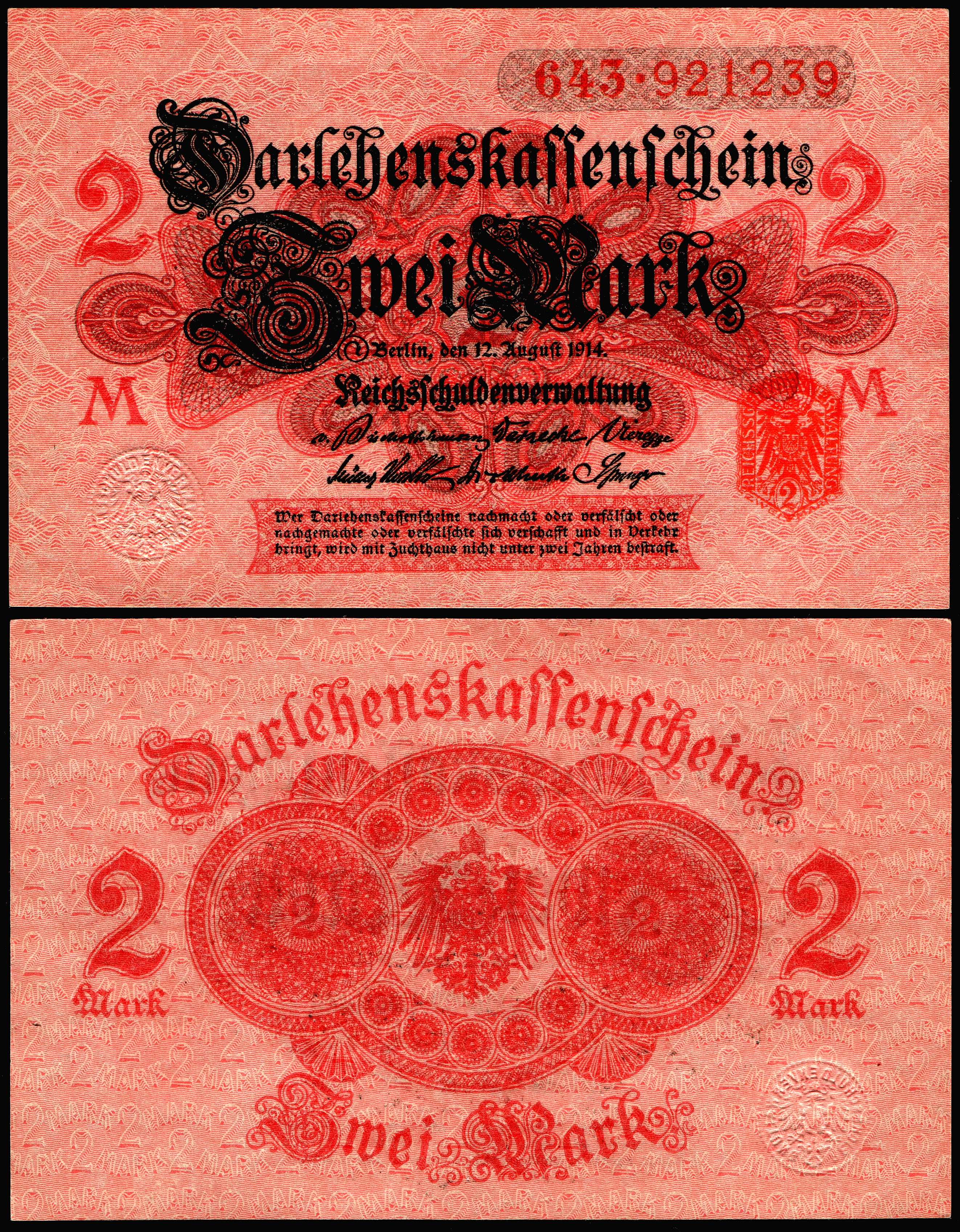
Darlehenkassenschein típusú, 1914-es 2 márkás államjegy.
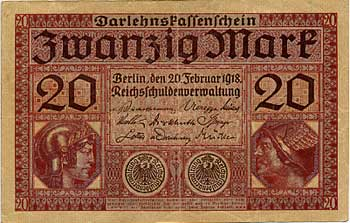
Darlehenkassenschein típusú, 1918-as 20 márkás államjegy.

### A kereskedelmi bankok kibocsátásai
Németországban számos kereskedelmi bank is rendelkezett bankjegy kibocsátási joggal, ezek azonban csak nagy címleteket, azaz 100, 200, 500 és 1000 márkásokat adhattak ki. Számuk 1874-ben harminckettő volt, de ez fokozatosan, az 1900-as évek elejére négyre csökkent, ekkor már csak a badeni Badische Bank, a bajor Bayerische Notenbank, a szász Sächsische Bank zu Dresden és a württembergi Württembergische Notenbank hozhatott forgalomba papírpénzt. 1890-ben az alábbi német kereskedelmi bankok bocsáthattak ki papírpénzt: Badische Bank, Bank für Süddeutschland, 
Bayrische Notenbank, Bremer Bank, Breslauer Stadtbank, Chemnitzer Stadtbank, Danziger Privat-Aktienbank, Frankfurter Bank, Hannoversche Bank, Leipziger Kassenverein, Magdeburger Privatbank, Posener Provinz-Aktienbank, Sächsische Bank zu Dresden, Württembergische Notenbank, ezek címletei az egész Németországban törvényes fizetőeszköznek számítottak, további három kereskedelmi bank 100 márkás címletei azonban csak abban a tartományban voltak érvényesek, ahol az adott bank működött (Noten mit beschränktem Umlaufgebiet - bankjegyek korlátozott érvényességi területtel), ezek a Braunschweigische Bank (csak a Braunschweigi Hercegségben), a Hannoversche Stadtkassenschein (csak a Porosz Királyságban), és a Landständische Bank in Bautzen (csak a Szász Királyságban). Az egyes kereskedelmi bankok bankjegyei teljesen egyedi, egymástól különböző megjelenésűek voltak.

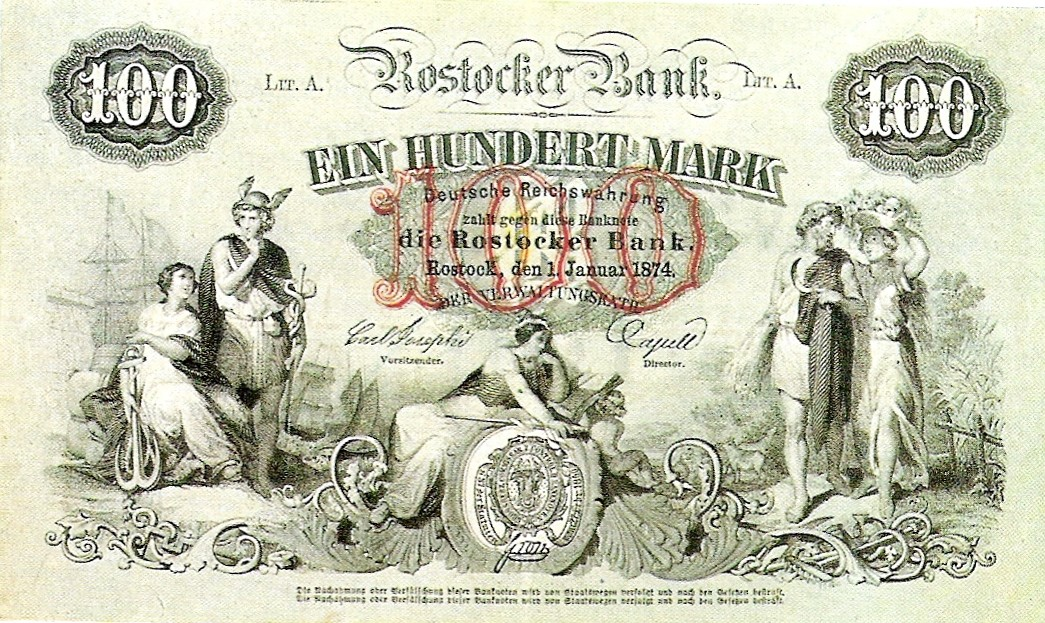
A rostocki Rostocker Bank 1874-es 100 márkás bankjegyének előoldala.
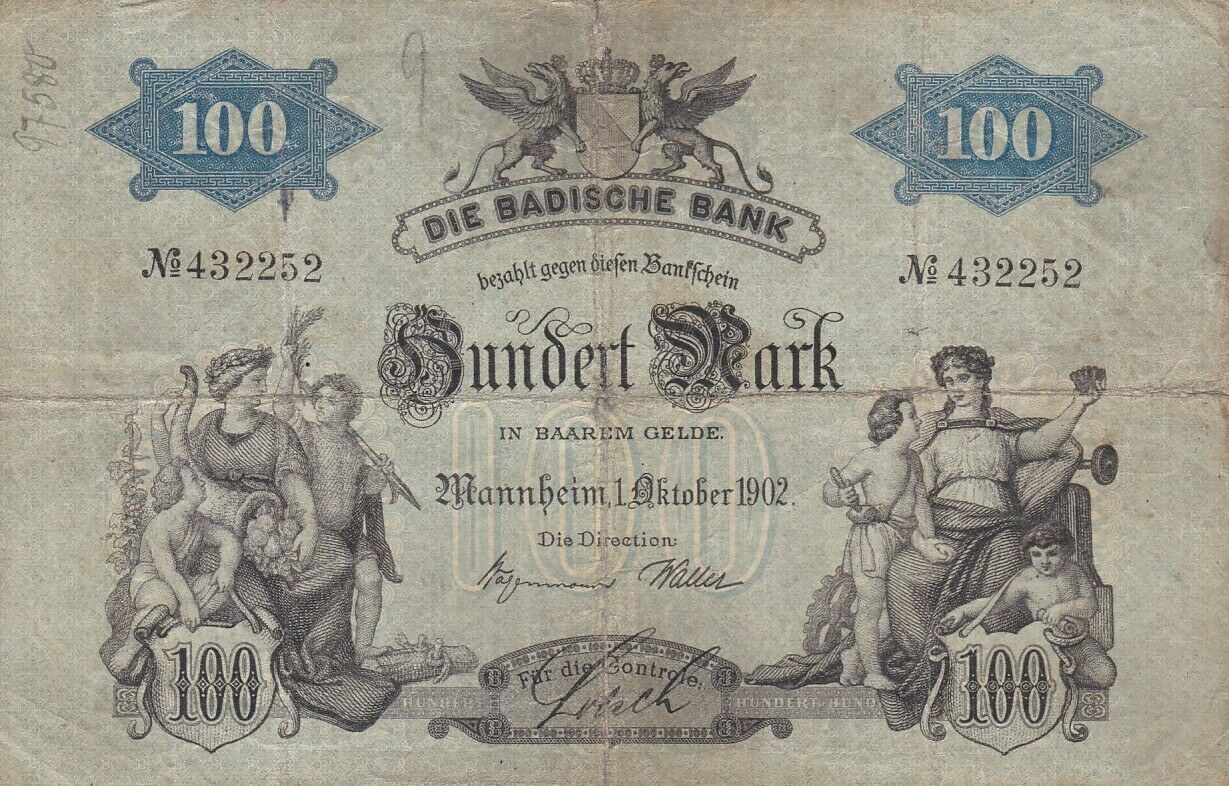
A badeni Badische Bank 1902-es 100 márkás bankjegyének előoldala. Mérete: 158 x 102 mm.
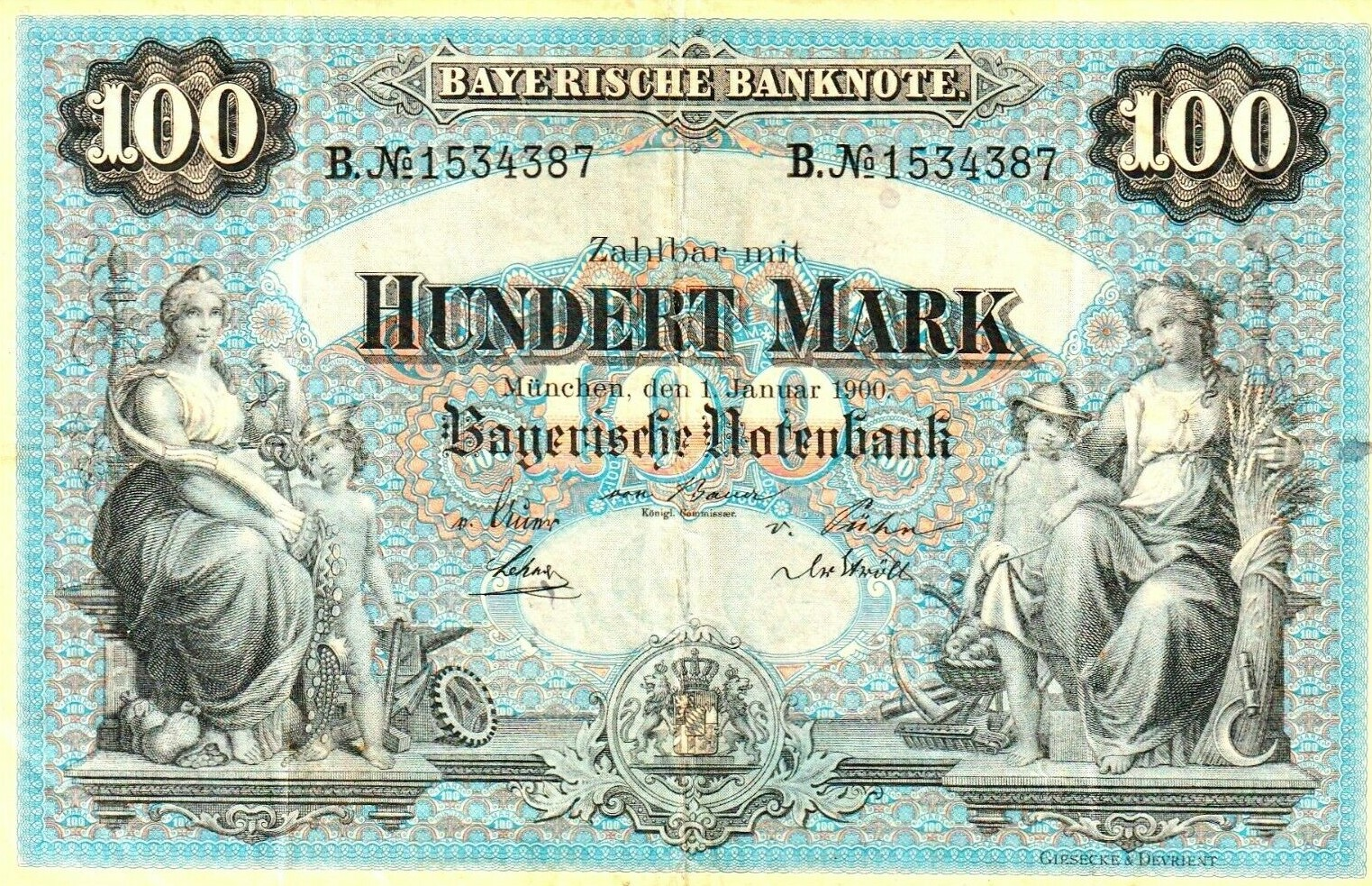
A bajor Bayerische Notenbank 1900-as 100 márkás bankjegyének előoldala. Mérete: 158 x 102 mm.
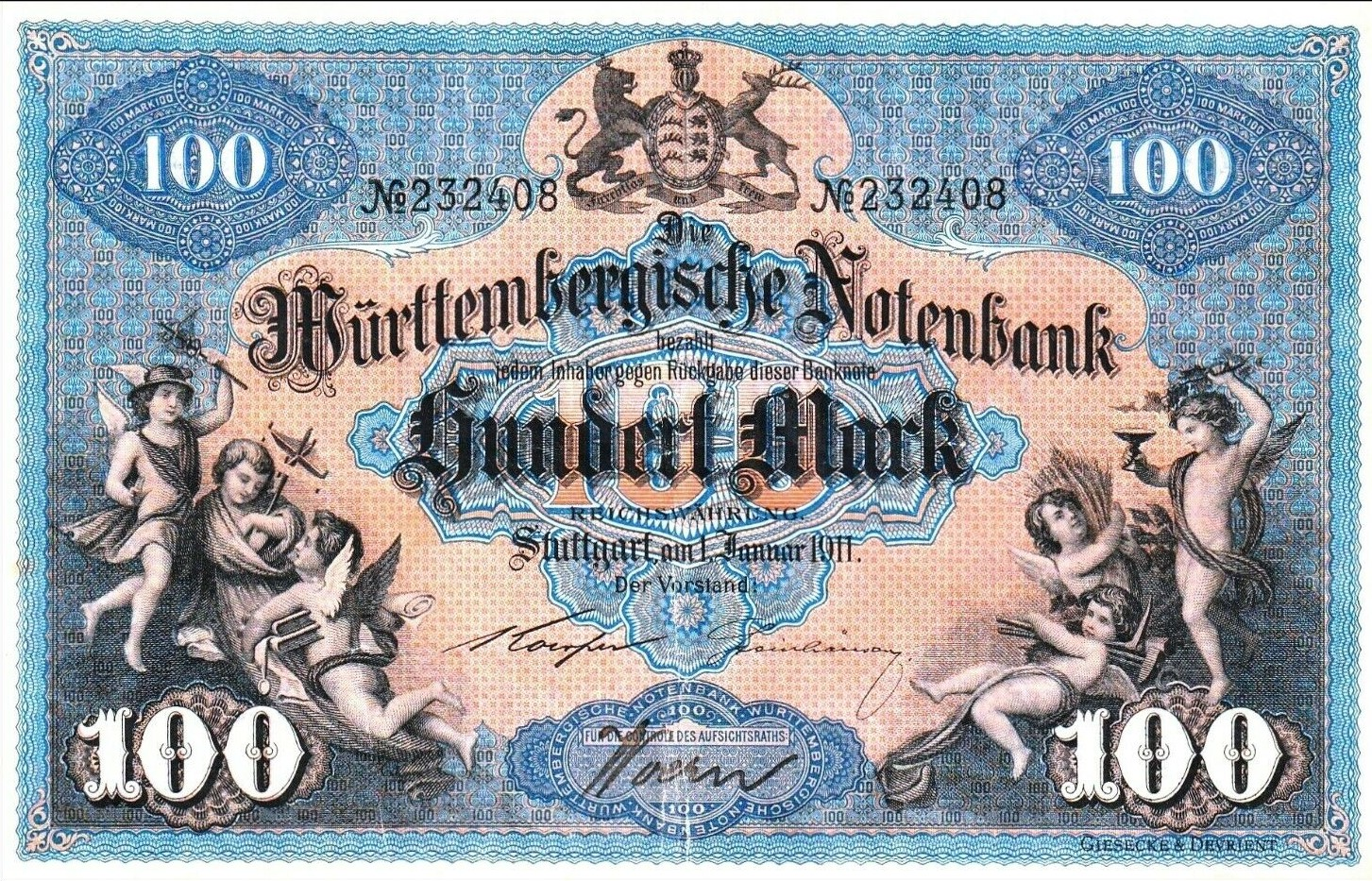
A württembergi Württembergische Notenbank 1911-es 100 márkás bankjegyének előoldala. Mérete: 158 x 102 mm.